# James Tissot
Pour les articles homonymes, voir Tissot.
James Tissot, pseudonyme de Jacques-Joseph Tissot, est un peintre et graveur français, né le 15 octobre 1836 à Nantes et mort le 8 août 1902 à Chenecey-Buillon.
Il passe une partie de sa vie en Angleterre, où il était apprécié comme peintre de la haute société de l'époque victorienne.
Après des études à l'École des beaux-arts de Paris, il expose au Salon de 1859 des œuvres plutôt traditionnelles avant de devenir le peintre des modèles féminins et de la société mondaine de la fin du Second Empire. Après la guerre de 1870 et la Commune de Paris, il s'installe à Londres en 1871 où il réussit brillamment comme peintre de l'élégance féminine et comme caricaturiste pour Vanity Fair. À la mort de sa compagne Kathleen Newton en 1882, il revient à Paris et expose avec succès des portraits de femmes de diverses conditions sociales dans leur environnement quotidien. À partir de 1888, il vit une révélation religieuse et se consacre dès lors jusqu'à la fin de sa vie à des sujets bibliques, nourrissant son art d'observations effectuées lors de voyages en Palestine et à Jérusalem : ces œuvres chrétiennes largement éditées en français et en anglais lui assurent alors une grande renommée.

## Biographie

### Débuts

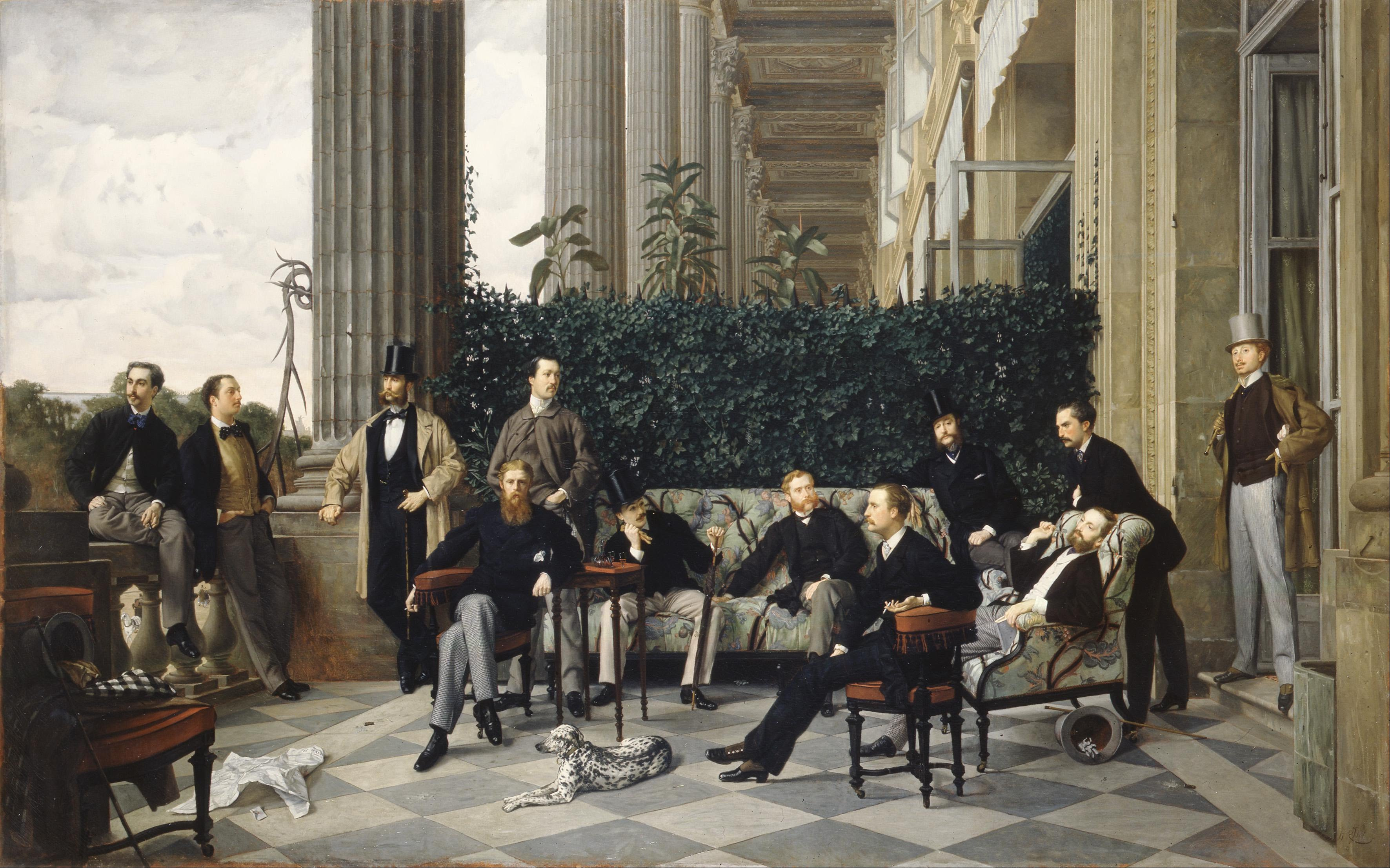
Le Cercle de la rue Royale, (1868), Paris, musée d'Orsay.

La famille de Jacques-Joseph Tissot est originaire de Franche-Comté (villages de Maîche et Trévillers, près de la frontière suisse) mais son père, Marcel Tissot, soucieux de réussite commerciale, s'est installé à Nantes comme drapier : il fait suffisamment fortune pour acheter et aménager dans sa région d'origine le château de Buillon, au bord de la Loue, dans le département du Doubs, à l'emplacement de l'ancienne abbaye cistercienne. Fils de ce marchand de drap prospère et d’une modiste, Jacques-Joseph Tissot naît à Nantes le 15 octobre 1836 : il gardera des activités de ses parents le goût des tissus et de la mode dont il fera son thème de prédilection comme il aimera peindre des scènes de port (The Captain and the Mate, 1873 - The Captain's Daughter, 1873, Southampton City Art Gallery (UK) - Ball on Shipboard, vers 1874, Tate Britain, Londres - The Gallery of H.M.S. Calcutta (Portsmouth), vers 1877, Tate Gallery, Londres…). Sa famille très catholique l'envoie au collège des Jésuites de Vannes, en même temps qu'Auguste de Villiers de L'Isle-Adam (1856) et accepte à regret sa vocation d'artiste.
En 1856, il gagne Paris pour suivre les cours de Hippolyte Flandrin et Louis Lamothe à l'École des beaux-Arts : il devient alors l'ami de Edgar Degas et James Abbott McNeill Whistler.
En 1859, Tissot — qui a pris par anglophilie le prénom de James —, expose pour la première fois au Salon de Paris, deux portraits de femmes et trois scènes en costume médiéval inspirées par Faust comme La Rencontre de Faust et de Marguerite, 1860 (musée d'Orsay) où apparaît l'influence du peintre belge Henri Leys (1815-1869), qu'il a rencontré à Anvers en 1859. Il est reconnu officiellement avec ce tableau, qui est acheté par l'Etat en 1861.
En 1860, il voyage en Italie et découvre Londres en 1862.

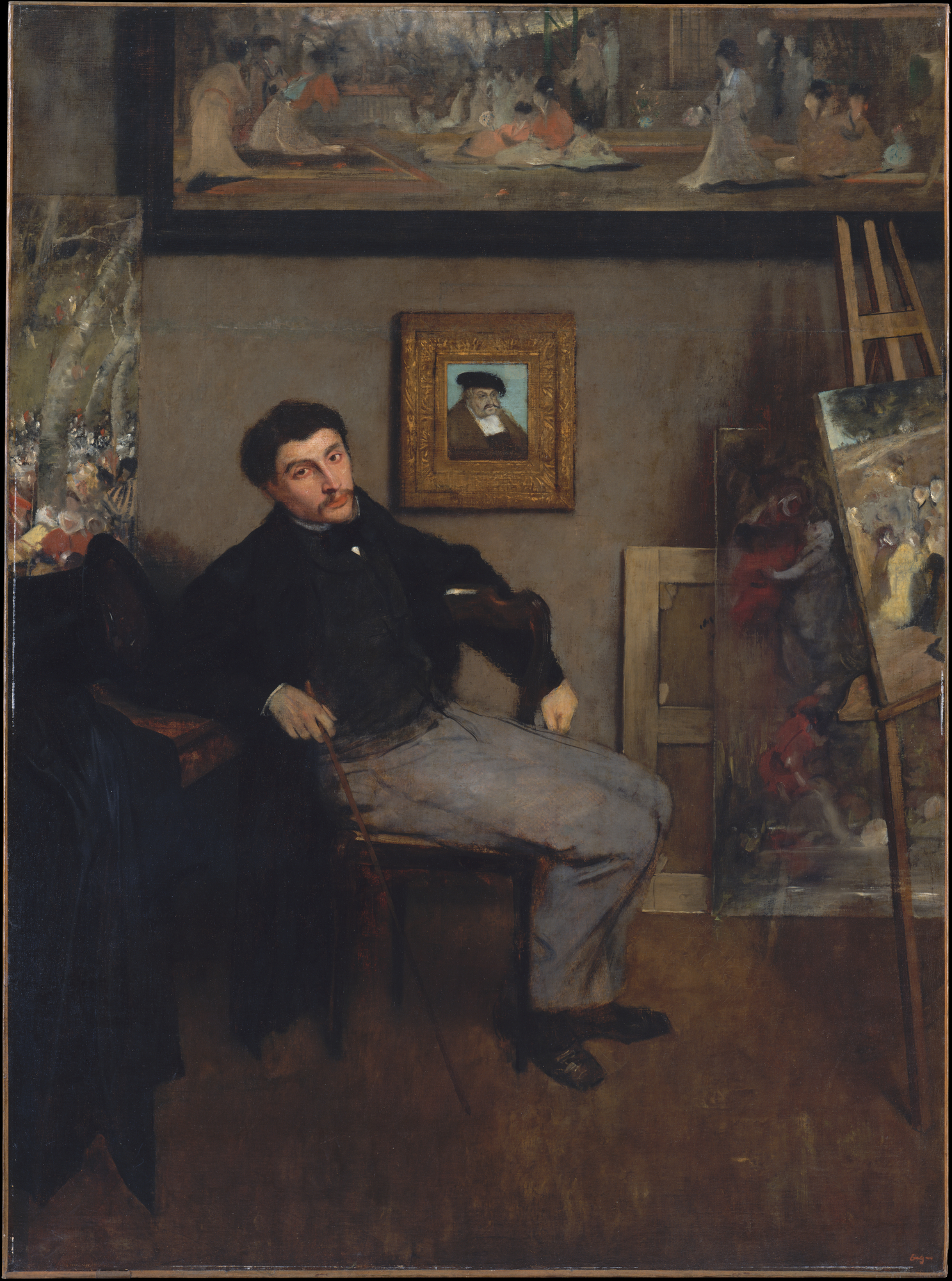
Edgar Degas, Portait de James Tissot (1867-1868), New York, Metropolitan Museum of Art.

Le Retour de l'Enfant Prodigue et son pendant, Le Départ de l'enfant prodigue, conservées au Petit Palais à Paris, ont été exposées au Salon de 1863. Les critiques sévères qui lui sont portées à cause de son inspiration néogothique ont sans doute contribué à l'évolution de l'oeuvre de Tissot vers la peinture de la vie moderne. Il reprendra plus tard ce thème de l'enfant prodigue mais en situant les scènes au XIXe siècle.
En 1864, Théophile Gautier dans son commentaire de l'exposition remarque que : « Tissot est entré dans notre siècle ». Il y expose deux portraits conservés au musée d'Orsay : Les Deux sœurs et le Portrait de Mademoiselle L.L., dont l'identité du modèle demeure à ce jour inconnue. Jules Castagnary, grand défenseur du réalisme, écrit à son sujet dans le Grand Journal du 12 juin 1864 : « M. Tissot, le primitif forcené des derniers Salons a tout d'un coup changé de manière et tend à se rapprocher de M. Courbet ; une bonne note pour M. Tissot ».
Dans le Portrait du marquis et de la marquise de Miramon (1865), le choix d'un cadre naturel, peu fréquent dans l'histoire du portrait français, renvoie à la tradition anglaise du portrait aristocratique situé à la campagne. Il avait choisi en 1859 de revendiquer son anglophilie et ce tableau, parfaitement en phase avec le goût de ses modèles, constitue l'une des premières expressions artistiques de cette passion.
Dans les années 1860, il poursuit la veine des portraits de femmes, le plus souvent représentées en costume moderne, exemples de ce goût d'homme raffiné qui lui permet de devenir portraitiste de la société élégante de son temps comme dans Le Cercle de la rue Royale (1868).

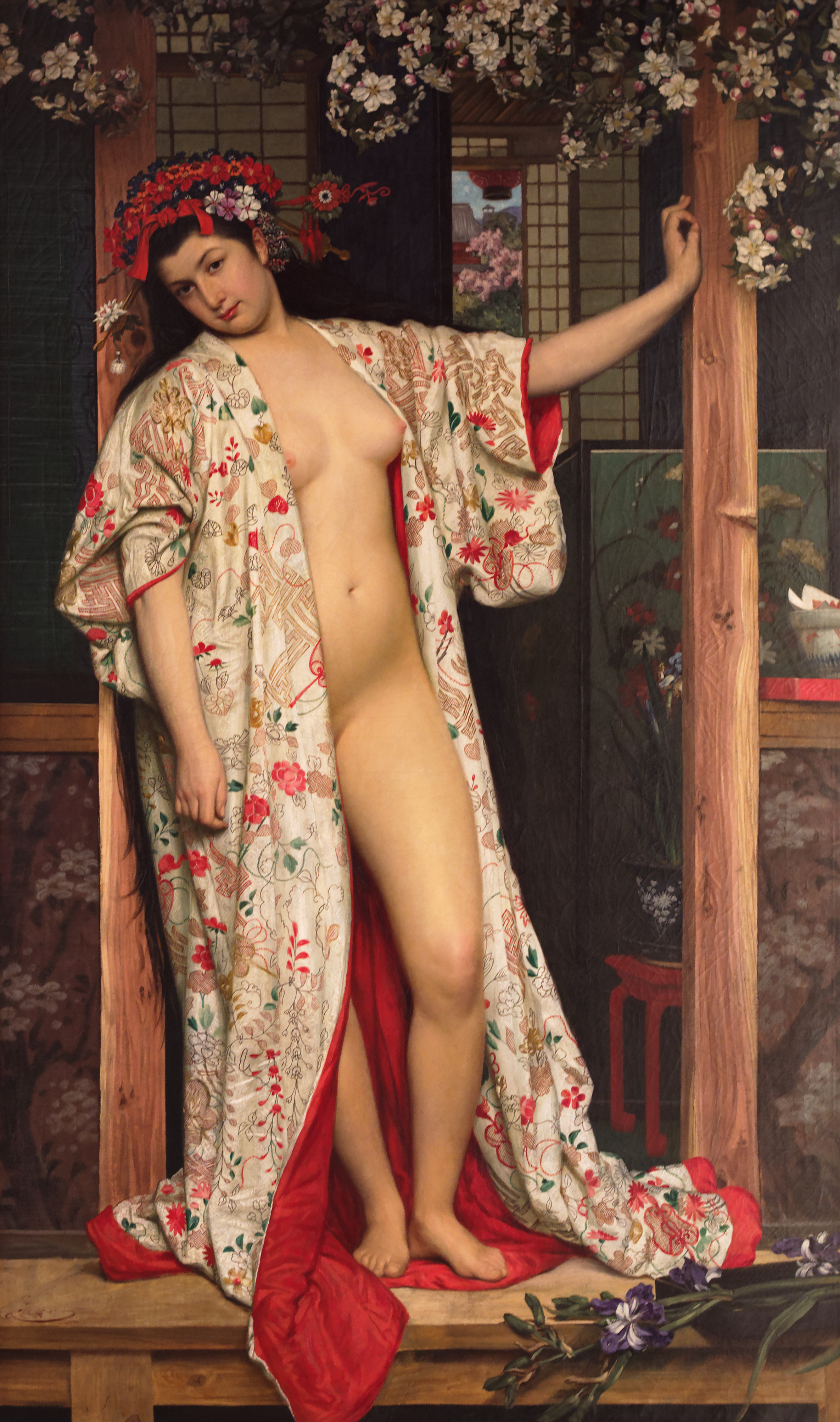
La Japonaise au bain (1864), musée des Beaux-Arts de Dijon.

Comme ses contemporains Alfred Stevens, George Hendrik Breitner, ou Claude Monet, James Tissot explore aussi le japonisme, qu'il est le premier à prendre pour sujet en peinture en 1864 avec Whistler. Le tableau La Japonaise au bain, l'un de ceux qu'il réalise cette année-là, est un « nu à la fois élégant et provocant » conservé au musée des Beaux-Arts de Dijon. Y sont inclus divers objets et costumes japonais, comme dans le portrait de l'artiste, peint par Edgar Degas à cette époque, où un tableau japonais est accroché au mur.
Il expose également en 1864 certaines de ses toiles à la Royal Academy de Londres et collabore comme caricaturiste à Vanity Fair à partir de 1869.
Ami intime de Manet comme de Degas, Tissot était bien informé de l'évolution du goût moderne et suivait des modes populaires comme la japonaiserie. Une période populaire de Tissot a été Les Peintures de la vie moderne produites entre 1863 et 1868.
La Partie carrée, est un grand tableau attrayant qui fait partie d'un groupe d'environ sept œuvres communément appelées La Série Directoire. L'attrait du Directoire, renversé par Napoléon Bonaparte en 1799, est sa fascination pour la débauche, l'hédonisme et tout ce qui est luxueux. Le Second Empire, en particulier la cour de l'impératrice Eugénie, a ressuscité une telle indulgence pour le luxe. La Partie Carrée est un des derniers tableaux que Tissot a réalisé à Paris. Présenté au Salon de 1870 avec Jeune femme en bateau, ils ont reçu, chose rare, à la fois les éloges de la critique d'art et l'attention du public. Tissot n'était pas désireux de prendre des risques dans sa peinture et évitait le scandale dans son art. Il a toujours eu pour objectif de plaire à l'esthétique du grand public, c'est pourquoi il a refusé une invitation de Degas à exposer avec les impressionnistes en 1874. En un sens, c'est cette peur même du scandale qui fait la particularité de La Partie carrée. La perspective conservatrice et bourgeoise de Tissot sur une période connue pour sa débauche et sa frivolité nous fournit probablement le traitement le plus détaillé et le plus unique de ce sujet.

Œuvres de James Tissot avant son départ à Londres
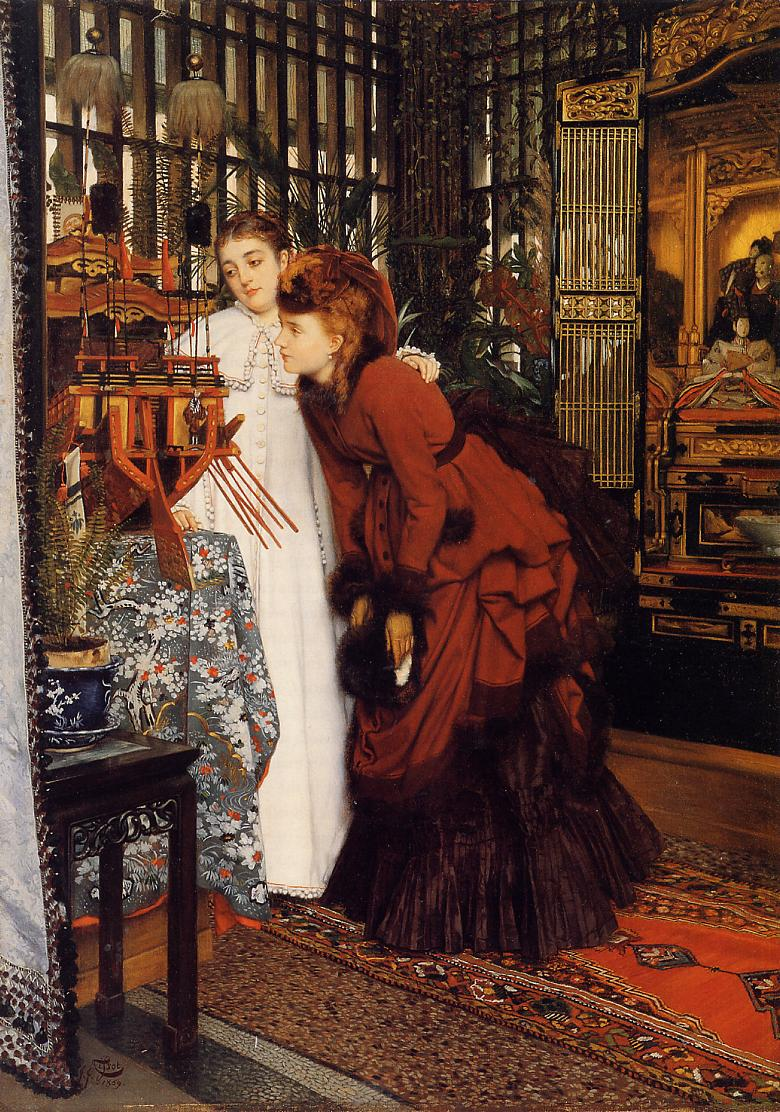
Jeunes femmes regardant des objets japonais, 1869 Cincinnati Art Museum.
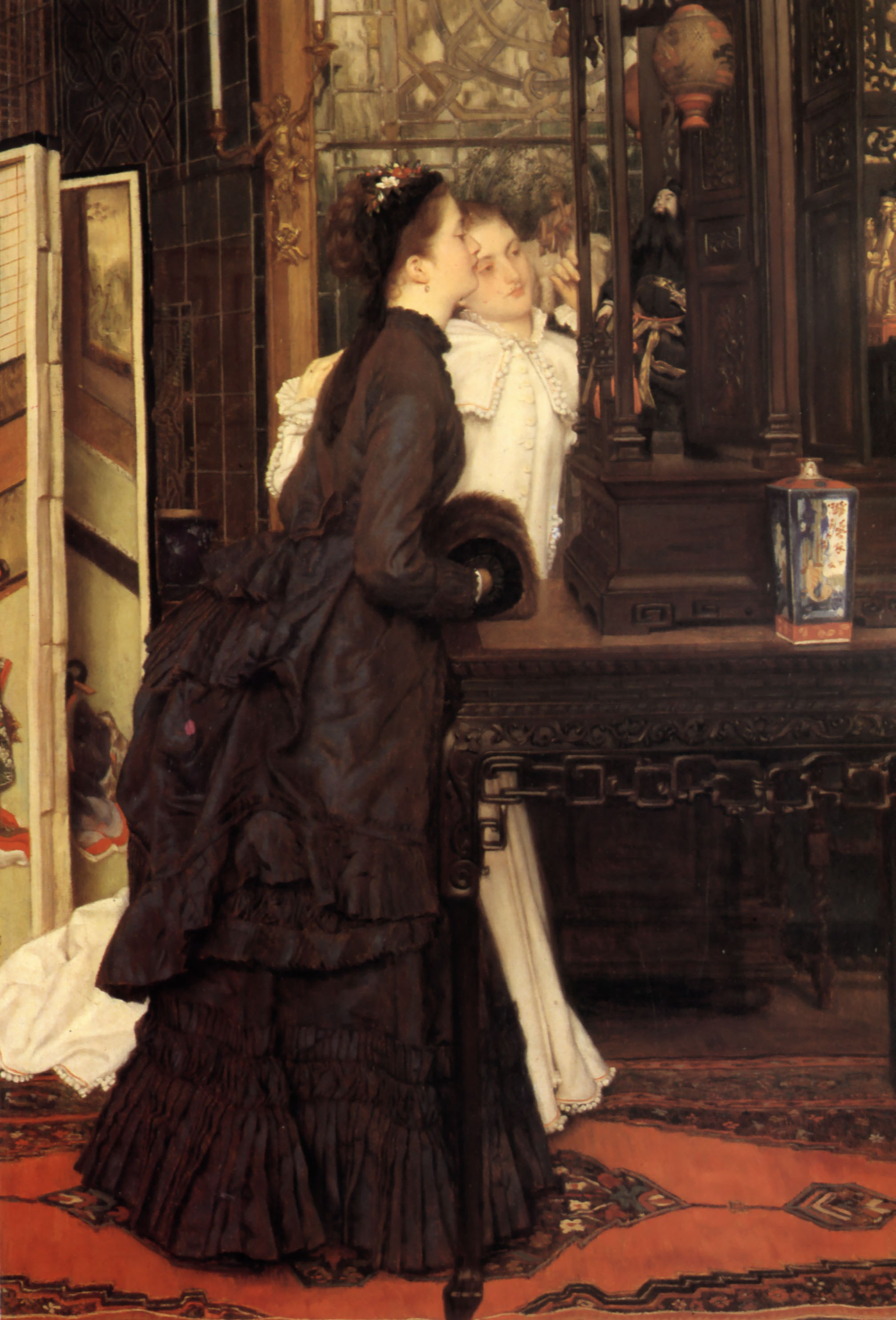
Jeunes femmes admirant des objets japonais, 1869 Los Angeles, Getty Center.
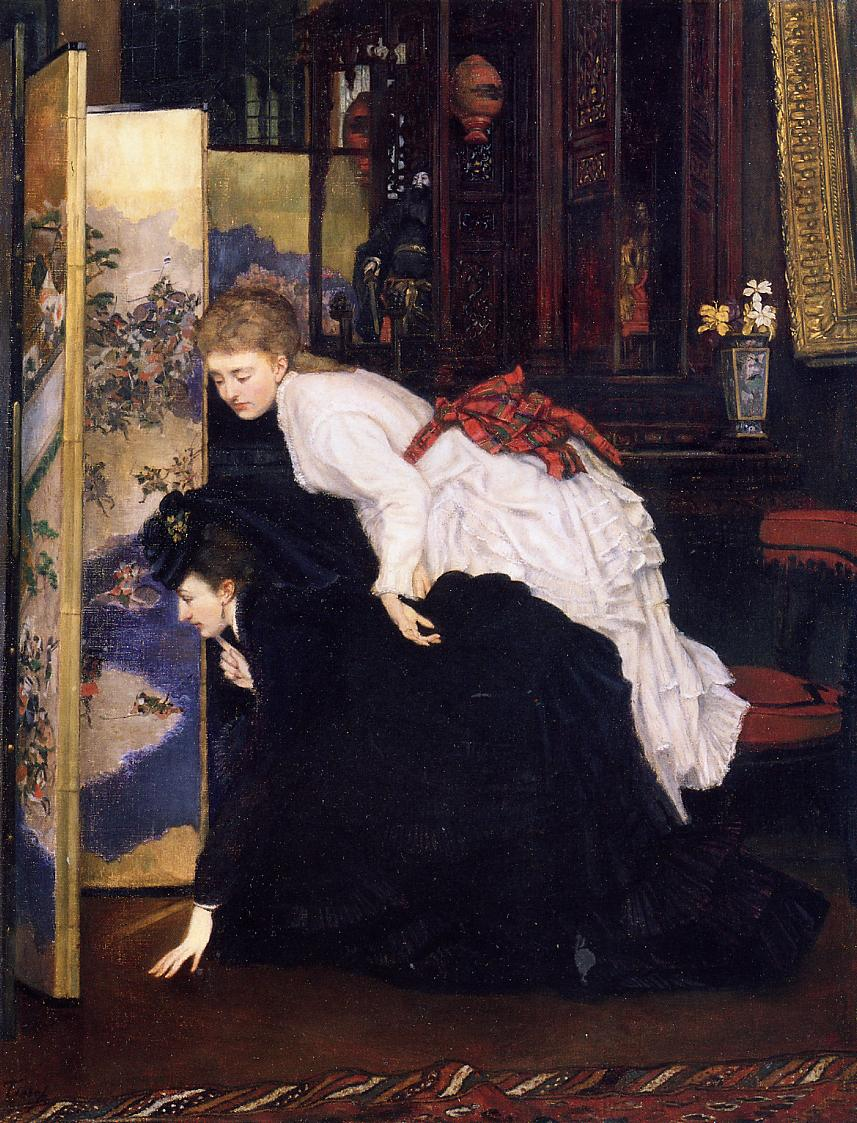
Jeunes femmes regardant des objets japonais, 1869-1870 collection particulière.
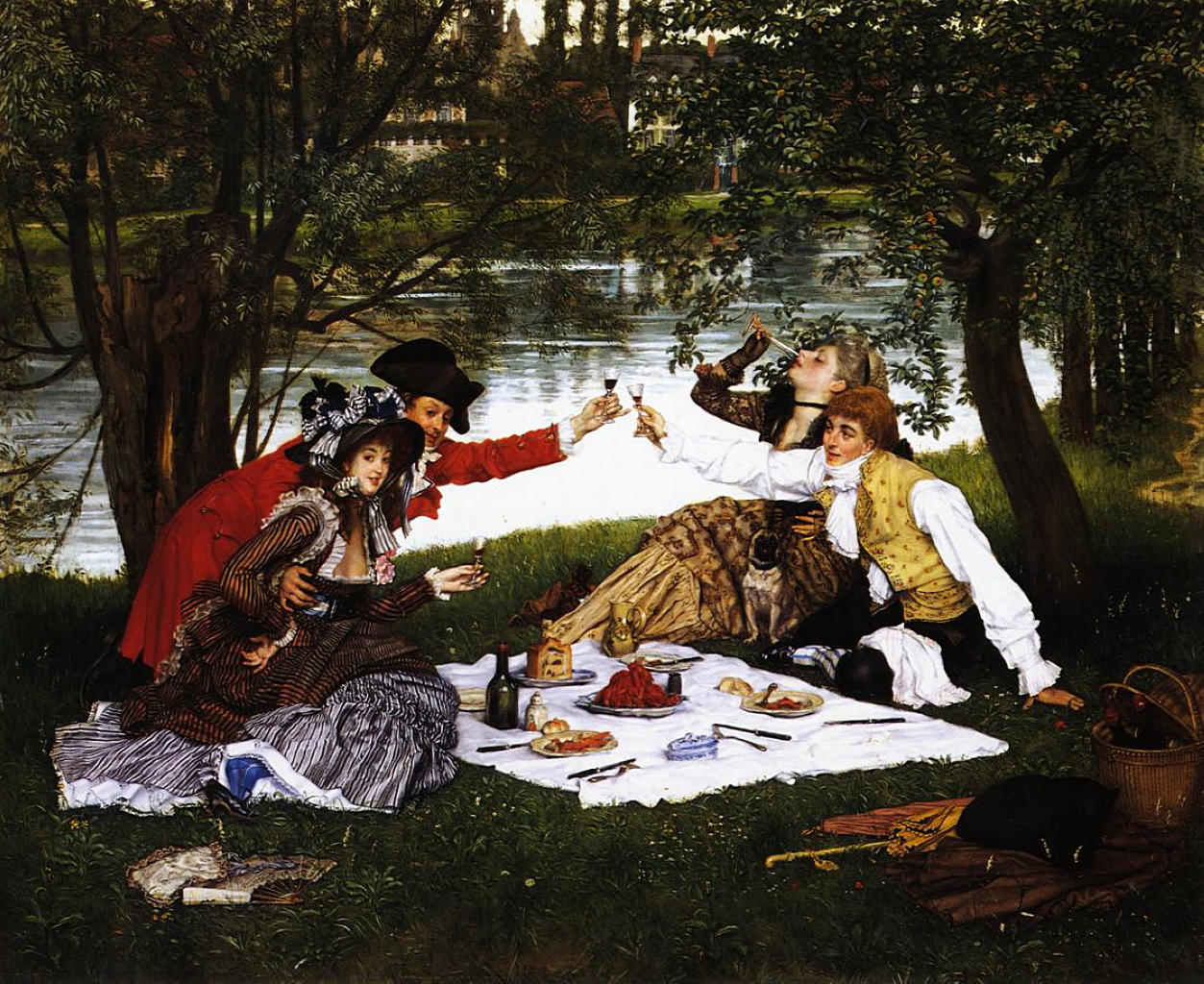
La Partie carrée, 1870 Musée des Beaux-Arts du Canada, Ottawa.

### La Guerre de 1870 et la Commune
En 1870, James Tissot participe à la guerre franco-prussienne dans les tirailleurs de la Seine puis à la défense de Paris durant la Commune — il a laissé un dessin représentant les Éclaireurs de la Seine.

### Départ à Londres
Peut-être à la suite de cet engagement ou simplement par opportunité, il quitte Paris pour Londres en 1871 et emménage dans une imposante villa à St John's Wood.
Ayant déjà travaillé pour le magazine Vanity Fair comme caricaturiste sous le pseudonyme de « Coïdé » et exposé à la Royal Academy en 1864, James Tissot dispose de solides relations sociales et artistiques dès son arrivée en Angleterre et développe rapidement sa réputation de peintre de l'élégance féminine avec une certaine théâtralisation du monde et un jeu sur les apparences qu'on retrouvera chez Marcel Proust.
Il découvre la préférence des Anglais pour le récit sentimental et adapte son travail au marché britannique. Dans On the Thames, A Heron, il a créé un amalgame réussi en servant aux goûts britanniques sa technique française enveloppée dans le doux charme victorien des belles jeunes femmes naviguant sur la Tamise. Il y ajoute l'esthétique du design japonais dans son utilisation d'un point de vue élevé et la juxtaposition de deux éléments picturaux séparés dans un espace comprimé.
Il occupe alors une place dans le mouvement de genre britannique « Modern Life », ainsi qu'une position en marge de l'impressionnisme français. Le tableau La Séparation (The Parting) (1872) fait partie d'une série d'images inspirées de l'art britannique du XVIIIe siècle, qui réarrangent des modèles costumés et des accessoires devant un paysage vu à travers une baie vitrée. En 1874, Tissot fait ainsi  installer une grande baie vitrée dans son atelier londonien.
Il rencontre cependant quelques réticences comme celle de John Ruskin qui décrit les œuvres de Tissot comme de « simples photographies en couleurs de la société vulgaire. » En 1874, il refuse de participer à l'exposition des impressionnistes, mais conserve de bons rapports avec les peintres français : il reçoit Berthe Morisot à Londres en 1874 et visite Venise avec Édouard Manet la même année, il continue également à fréquenter régulièrement Whistler.

### Sa compagne Kathleen Kelly
En 1875, Tissot rencontre une Irlandaise divorcée, Kathleen Kelly, épouse Newton (1854-1882), qui devient sa compagne et lui sert fréquemment de modèle : il la peint en particulier dans le jardin de son élégante maison ou dans le salon japonais qu'il a fait aménager avec soin. Elle vivra à ses côtés jusqu'à sa mort due à la tuberculose le 9 novembre 1882. Cette liaison hors mariage, choquante pour la société victorienne, entraînera pour le peintre une vie sociale moins intense, mais animée par les échanges avec des artistes plutôt bohèmes. Kathleen a eu deux enfants, élevés par sa sœur, dont le second né en 1876, Cecil-George, peut-être le fils du peintre. Cette large décennie londonienne fait de James Tissot l'un des peintres admirés de la haute société anglaise dont il est l'un des plus célèbres portraitistes avec Lawrence Alma-Tadema : il conserve en Angleterre une grande réputation pour ses « social conversation pieces » qui constituent des documents sur l'époque et qui ont été également diffusées par la gravure. En 1880, nostalgique de ses amis parisiens, il réalise la Suite de l'enfant prodigue, constituée de quatre tableaux : Le départ, En pays étranger (Japon), Le Retour et Le Veau gras, déposée au musée d'Arts de Nantes, qui reprend le thème de sa série de deux tableaux de 1862-1863, conservée à Paris au Petit Palais, en le transposant non plus à l'époque médiévale, mais à l'époque moderne.
Le 31 juillet 1880, Tissot est l'un des membres fondateurs de la Royal Society of Painter-Etchers, une société promouvant l'art de la gravure dans une société anglaise qui ne le considère que comme un artisanat de reproduction, la Royal Academy n'acceptant pas les graveurs, sauf s'ils sont aussi peintres ou sculpteurs.

Œuvres de James Tissot à Londres
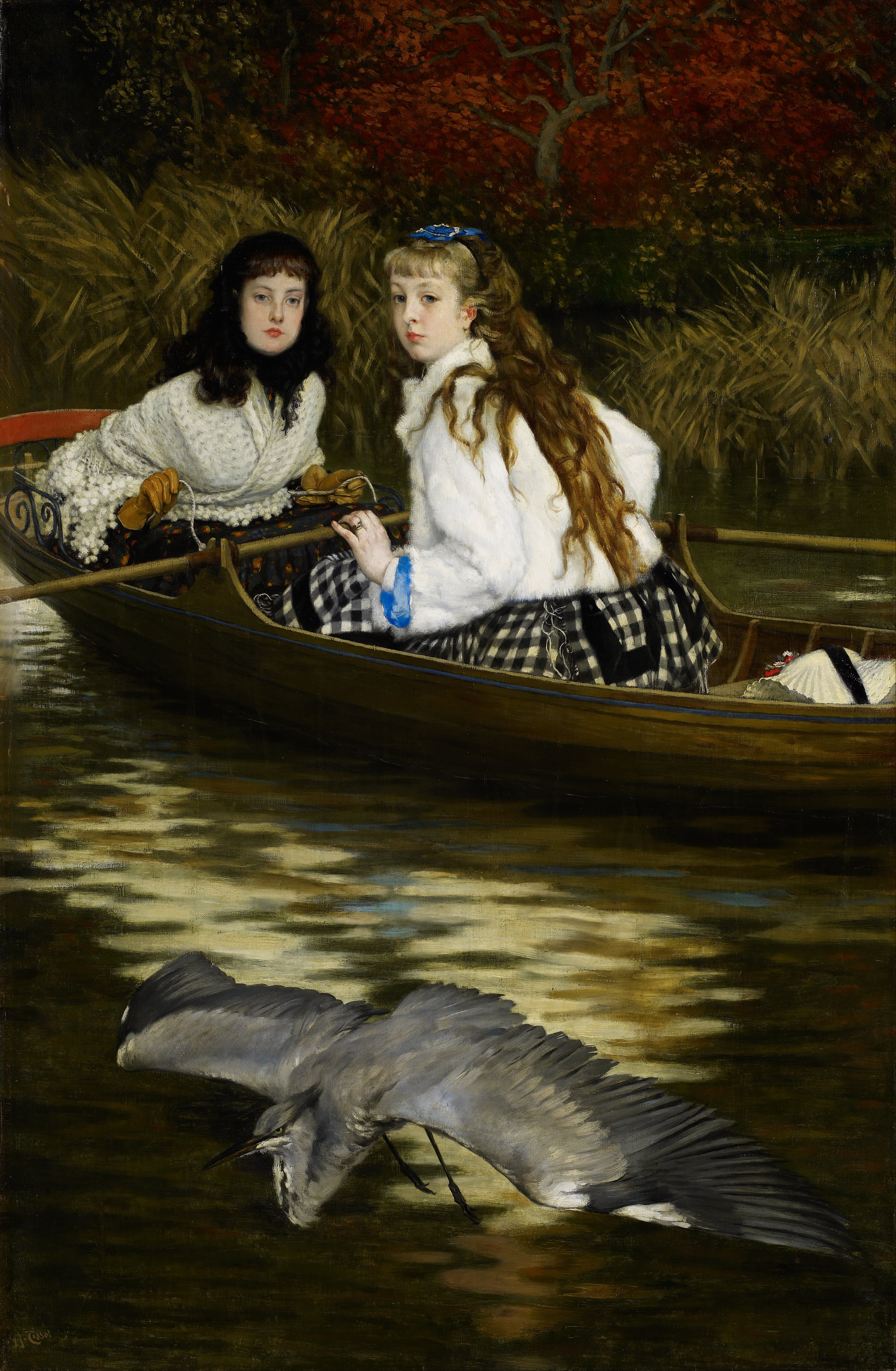
Sur la Tamise, un héron, 1871-1872 Minneapolis Institute of Art.
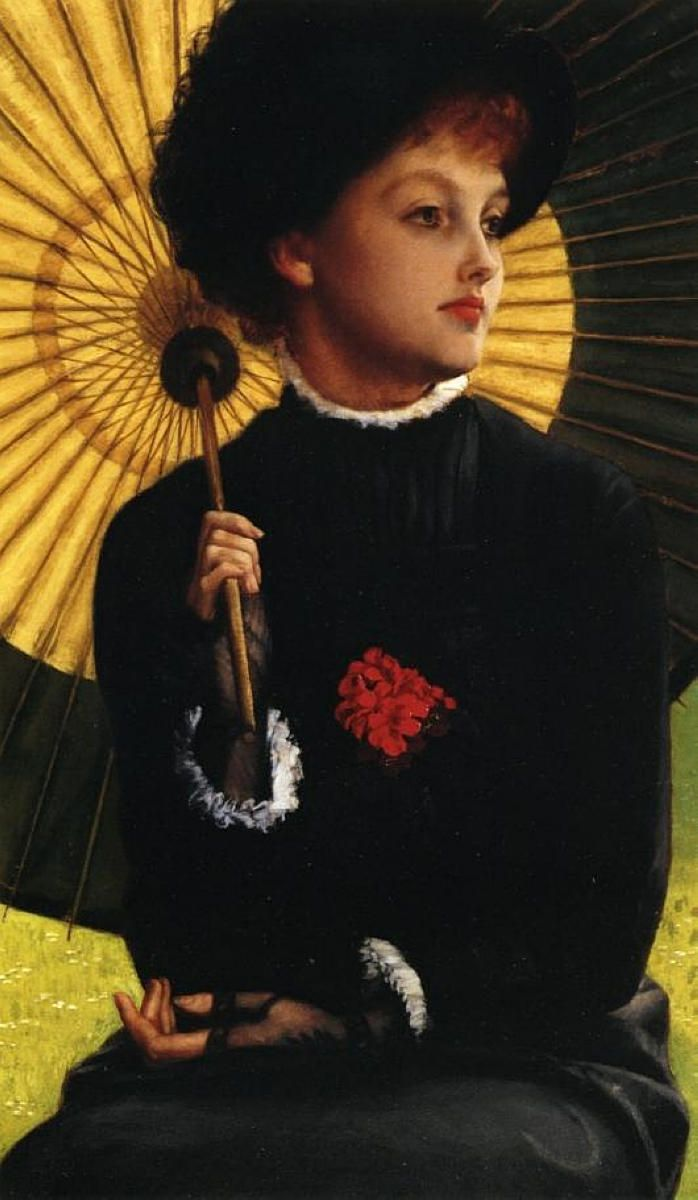
Été (Kathleen Newton) (vers 1877), localisation inconnue.
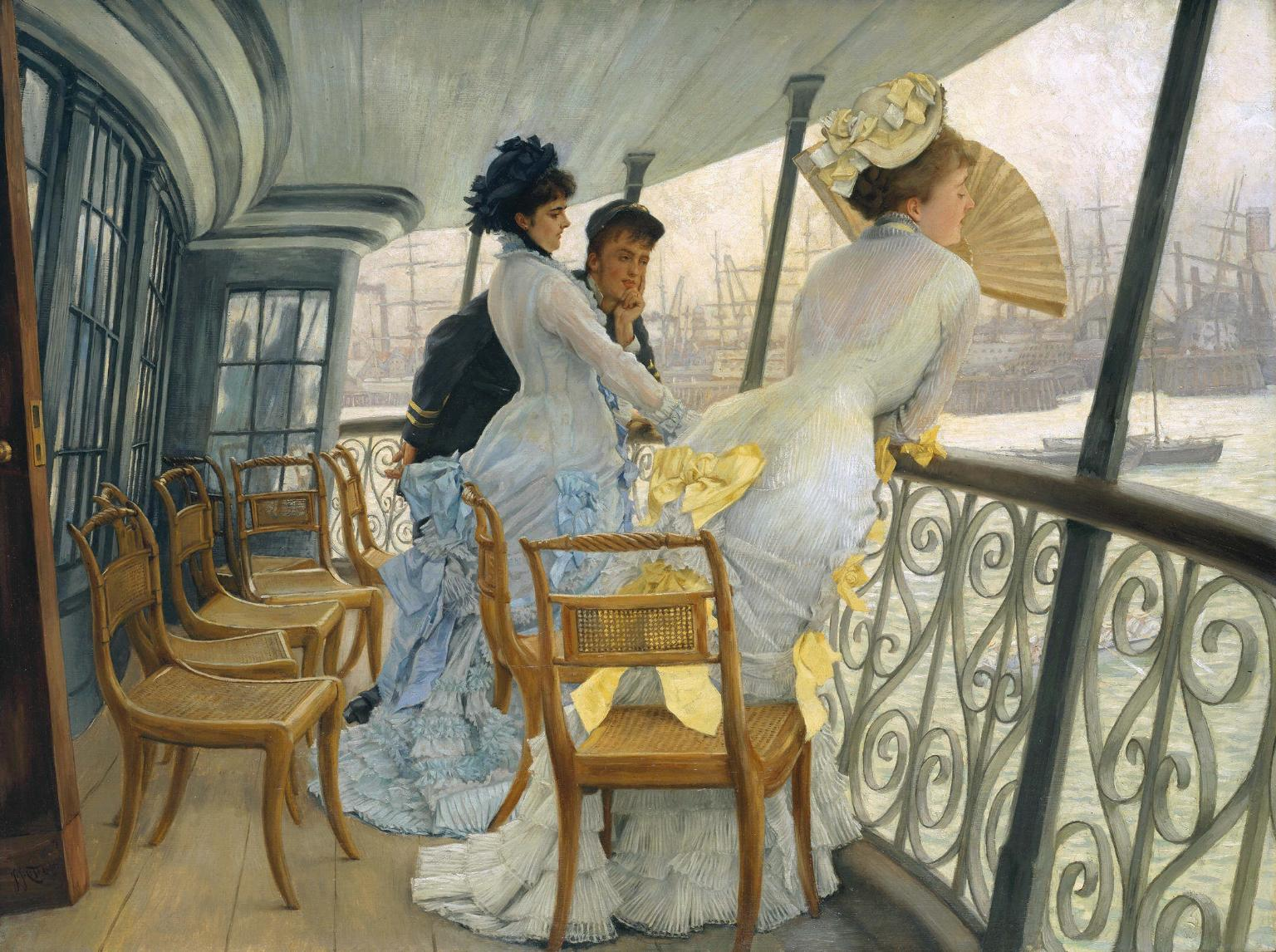
Le Pont du H.M.S. 'Calcutta' (Portsmouth) (vers 1877), Londres, Tate Gallery.
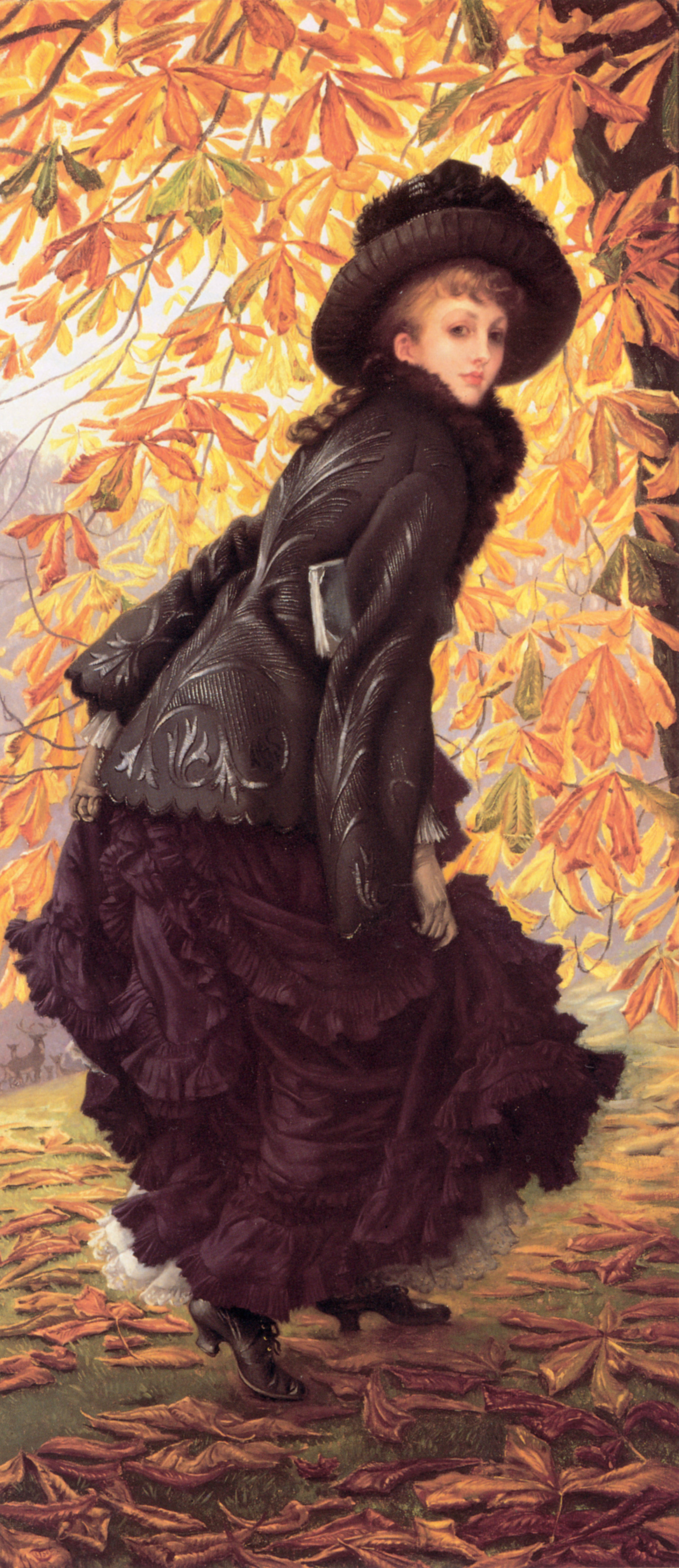
Octobre (1877), musée des Beaux-Arts de Montréal.
Cache-cache (1877), Washington, National Gallery of Art.
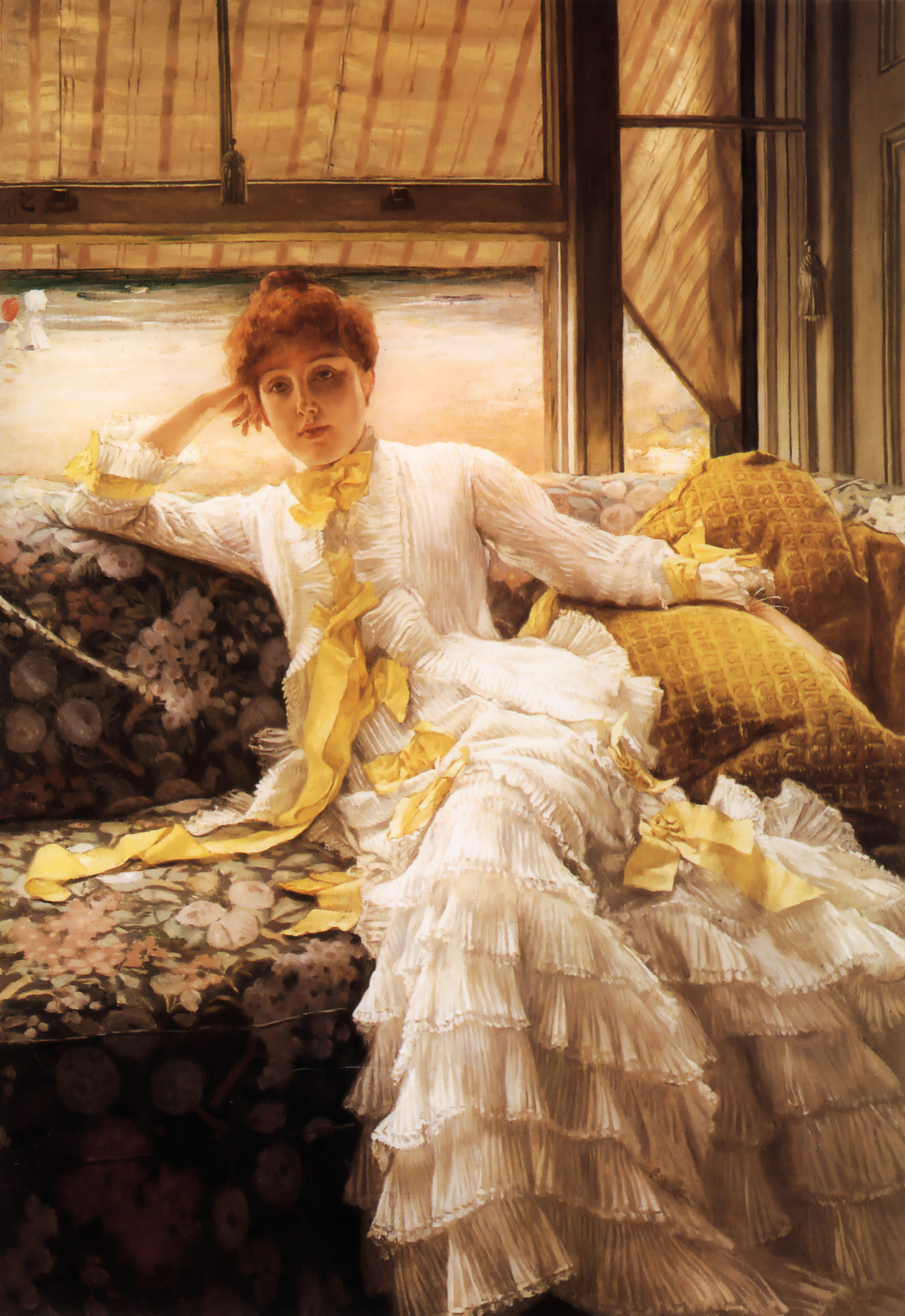
Bord de mer (1878), Cleveland Museum of Art.
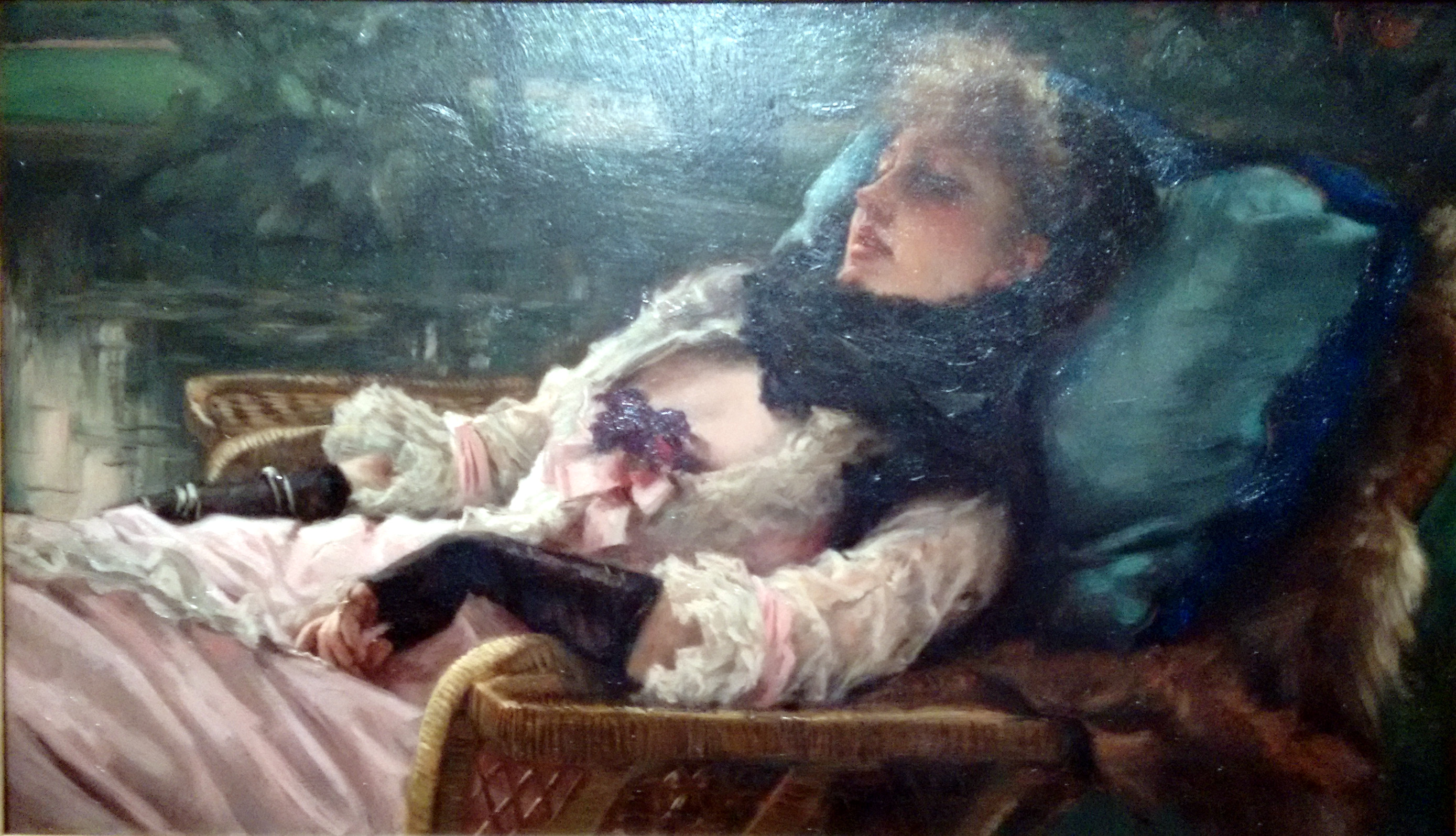
La Rêveuse (vers 1876), Paris, musée d'Orsay.
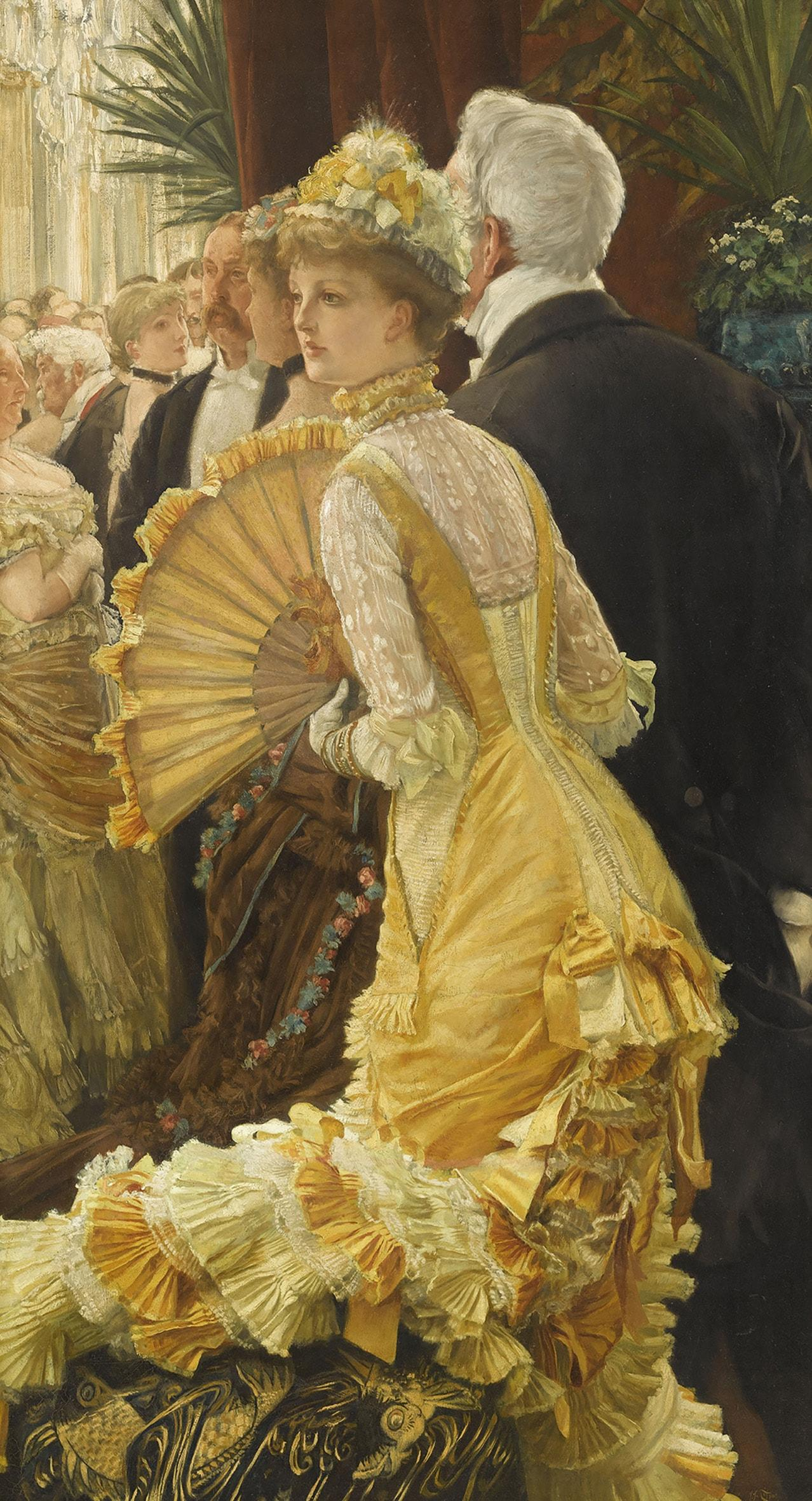
Le Bal (1878), Paris, musée d'Orsay.
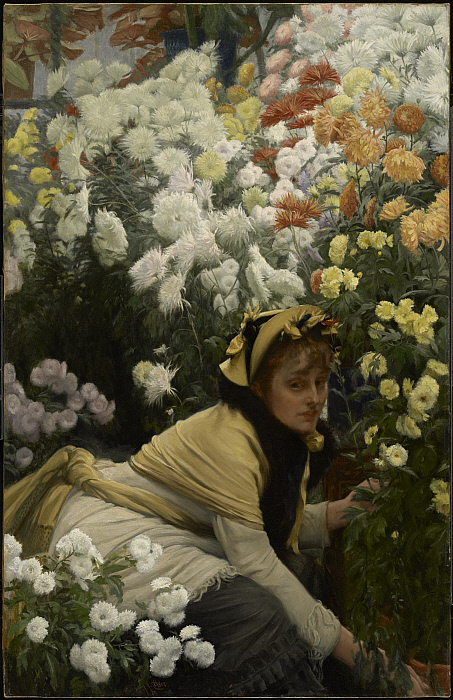
Les Chrysanthèmes (1874-1876), Williamstown, Clark Art Institute.

### Retour en France
Une semaine après la mort de sa compagne en 1882, James Tissot quitte Londres et n'y reviendra jamais. Il retourne à Paris et renoue rapidement avec la notoriété : il monte en particulier une exposition de ses portraits au palais de l'Industrie en 1883 et une grande exposition lui est consacrée en 1885 à la galerie Sedelmeyer. Intitulée Quinze tableaux sur la femme à Paris, cette exposition présente, contrairement à la période londonienne centrée sur la « gentry », des portraits de femmes de conditions sociales plus variées dans leur contexte, avec une influence des estampes japonaises dans les cadrages et les perspectives comme La Demoiselle de magasin (The Shop Girl), (1882-1885).

« La femme à Paris » de James Tissot (1882-1885)
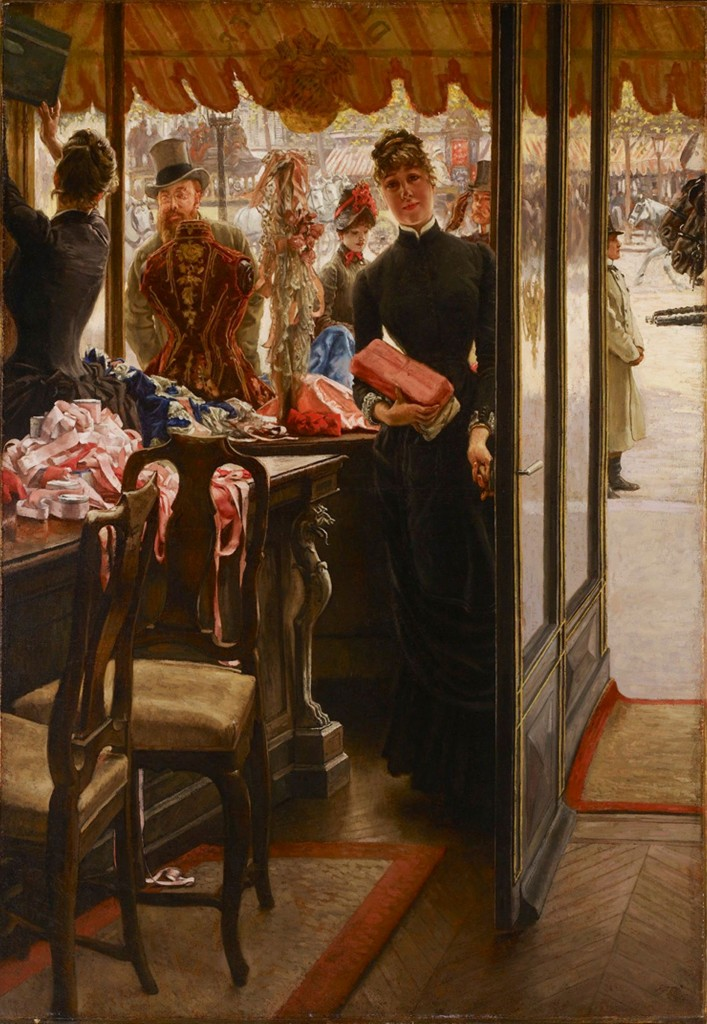
La Demoiselle de magasin, Toronto, musée des Beaux-Arts de l'Ontario.
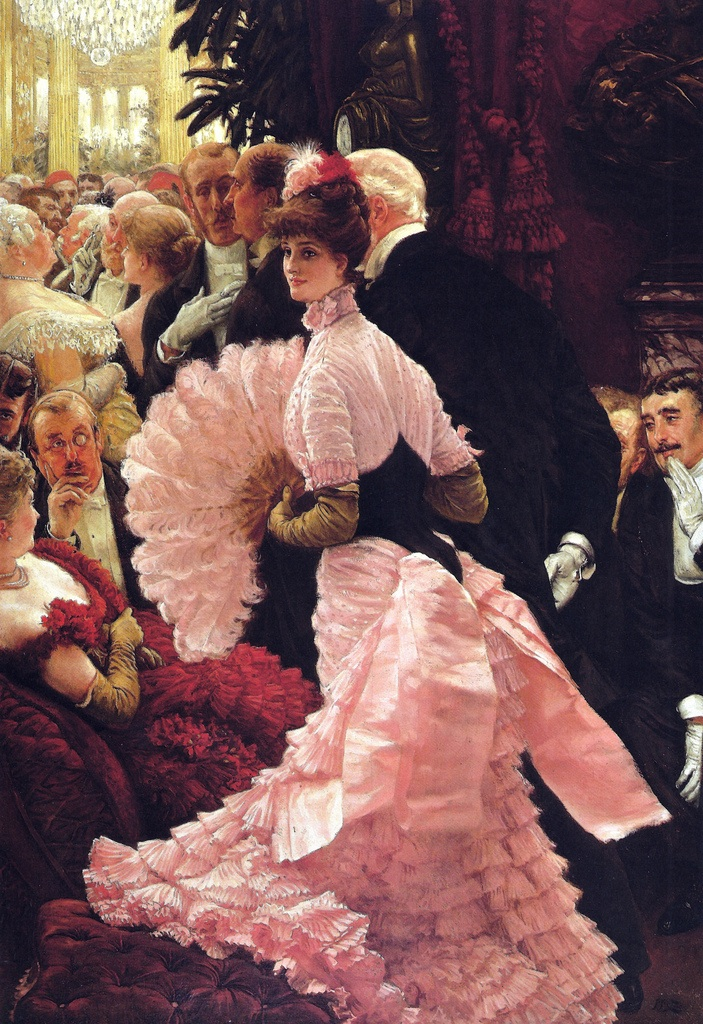
L'Ambitieuse, Buffalo, galerie d'art Albright-Knox.
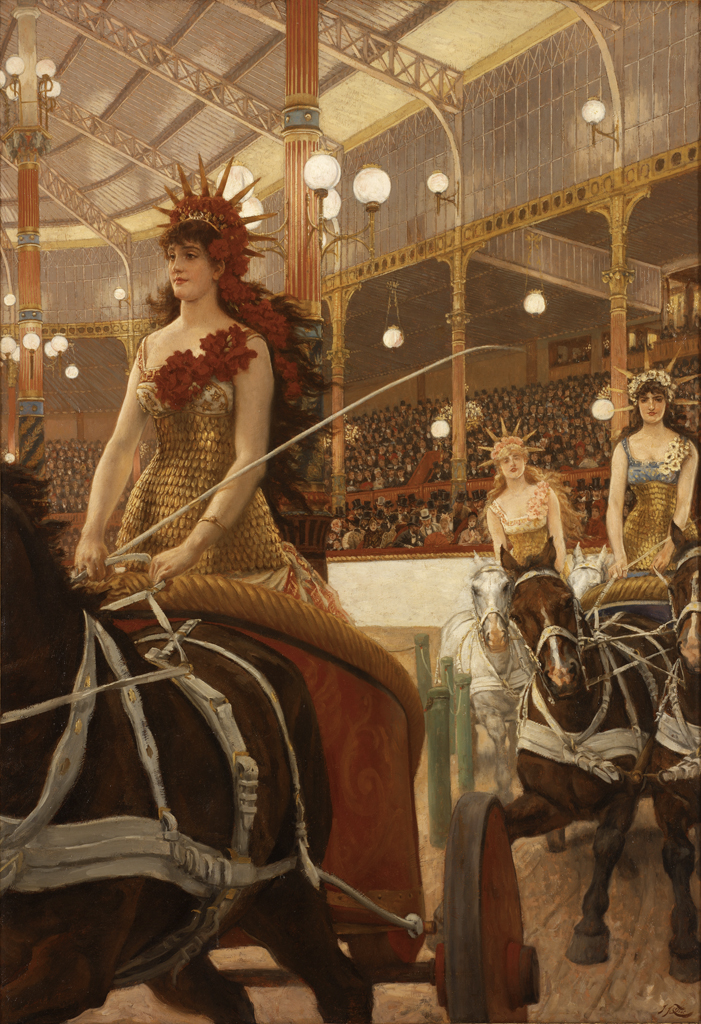
Ces Dames des chars, Rhode Island School of Design Museum.
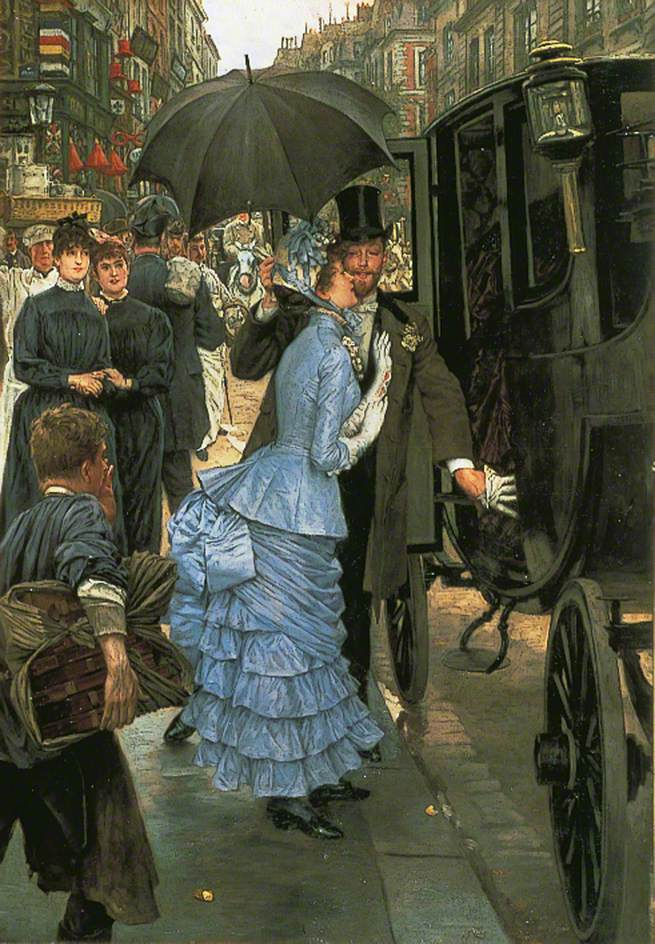
La Demoiselle d'honneur, Leeds Art Gallery.
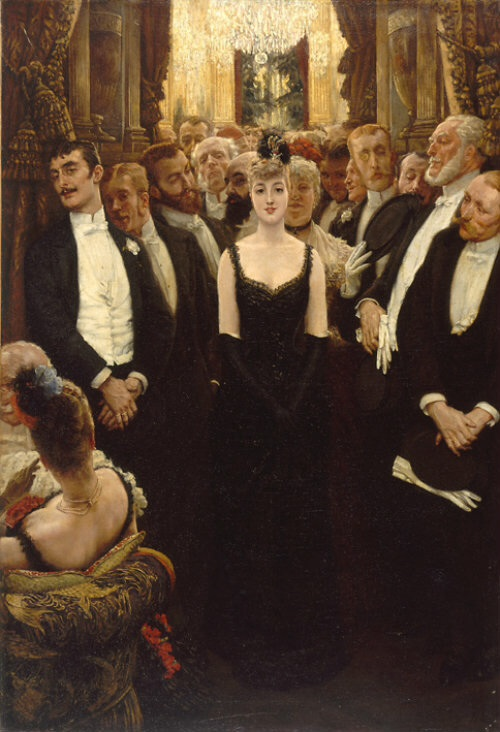
La Plus Jolie Femme de Paris, Genève, musée d'Art et d'Histoire.
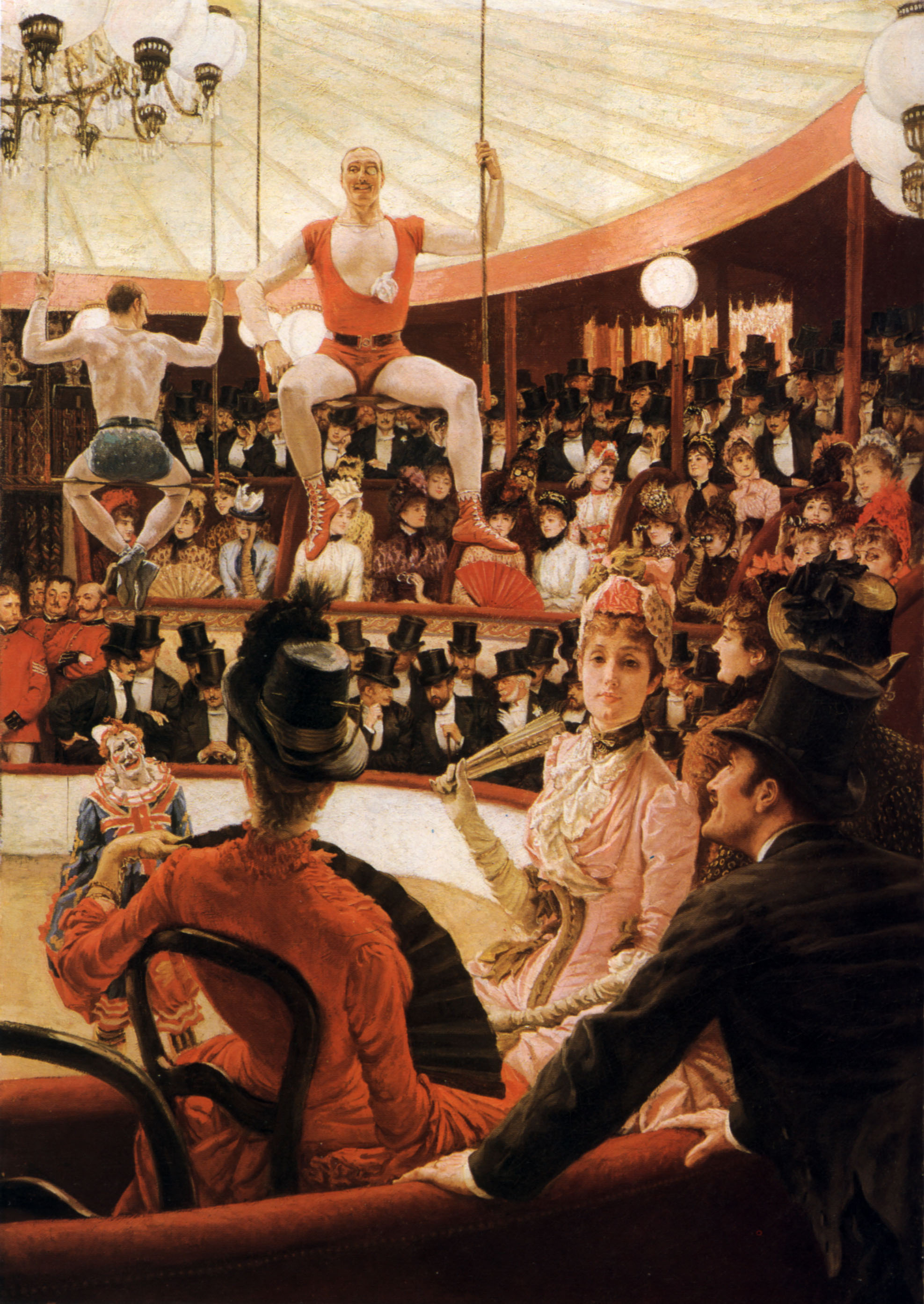
La Femme à Paris : amoureuse du cirque, Boston, musée des Beaux-Arts.
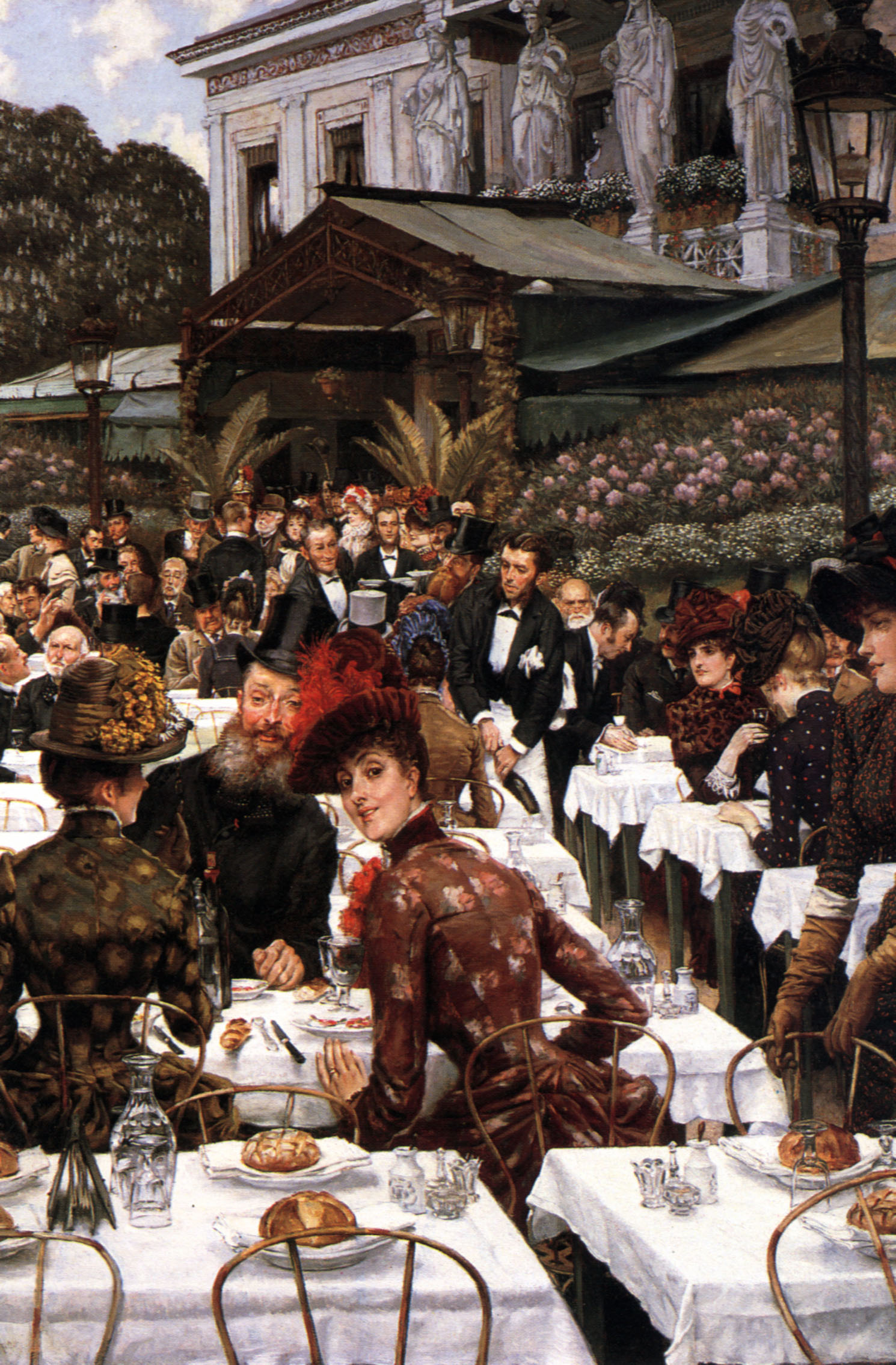
Les Femmes d'artistes, Norfolk (Virginie), Chrysler Museum of Art.

### Révélation religieuse
En 1888, alors qu'il étudie une toile dans l'église Saint-Sulpice de Paris pour saisir l'atmosphère de celle-ci, James Tissot a une révélation religieuse qui le conduit à consacrer la fin de sa vie à l'illustration de la Bible. Dans ce but, il voyage (en 1886, 1889 et 1896) au Moyen-Orient, en Palestine et à Jérusalem en particulier, pour découvrir les paysages et les habitants dont il crayonne les portraits. Ses séries de 365 gouaches illustrant la vie du Christ ont été accueillies avec enthousiasme lors des expositions de Paris (1894-1895), Londres (1896) et New York (1898-1899), avant d'être acquises par le Brooklyn Museum en 1900. Ces œuvres sont diffusées avec grand succès en français en 1896-1897 et en anglais en 1897-1898. James Tissot passe les dernières années de sa vie à travailler sur des sujets de l'Ancien Testament : les tableaux dont la série est inachevée sont aujourd'hui regroupés au Musée juif de New York. Ils ont été exposés partiellement à Paris en 1901 et édités sous forme de gravures en 1904. Le peintre a décoré également le couvent de l'Annonciation de la rue du Faubourg-Saint-Honoré à Paris, inauguré le 3 décembre 1897, en y peignant, entre autres, L'Annonciation et a réalisé quelques objets décoratifs en émail cloisonné comme La Fortune, modèle de couronnement de fontaine (1878-1882) (Paris, musée des Arts décoratifs).
Il s'intéresse aussi à l'occultisme, fort en vogue à l'époque, et fait des expériences avec un médium anglais, réputé à l'époque, William Eglinton (en), rencontré en 1885, dont il reproduit une séance de « matérialisation » dans un tableau, Apparition médianimique.
En 1898, il est à New-York où on le rencontre en compagnie d'Antonio de La Gandara au Waldorf-Astoria. Les deux peintres, curieux de japonisme, se fréquentaient régulièrement chez Robert de Montesquiou à Versailles, mais aussi dans les exercices de table tournante chez Fleury ou dans le salon de Madeleine Lemaire.

Œuvres de la dernière période
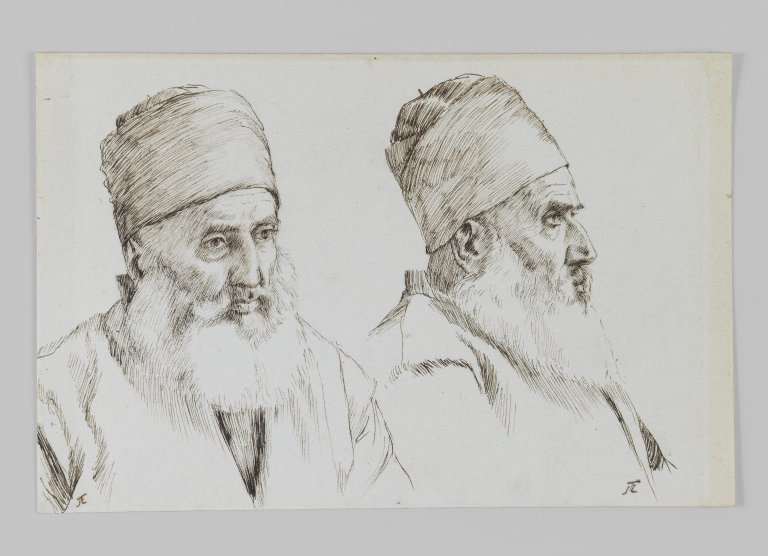
Portrait d'Arménien (1886-1889), encre, New York, Brooklyn Museum.
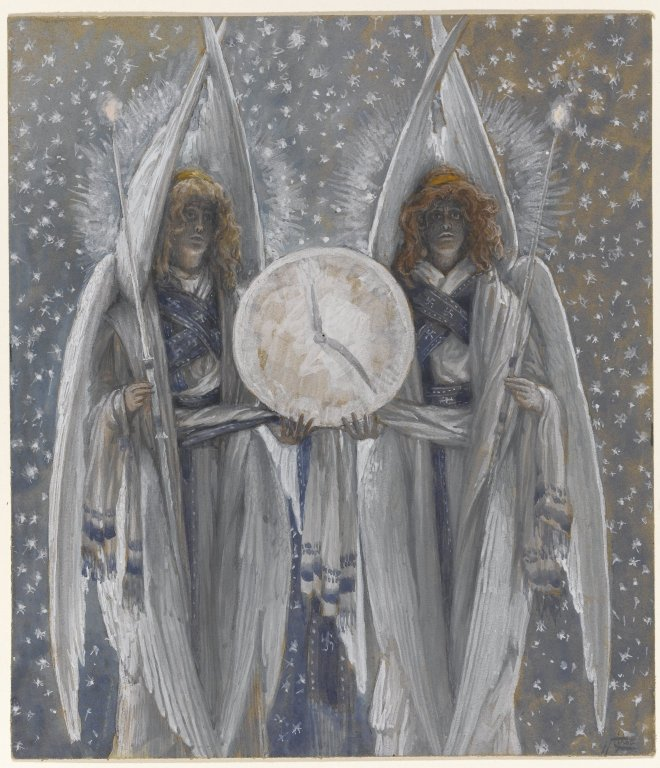
Anges tenant un cadran indiquant les différentes heures des actes de la Passion (entre 1886 et 1894), New York, Brooklyn Museum.
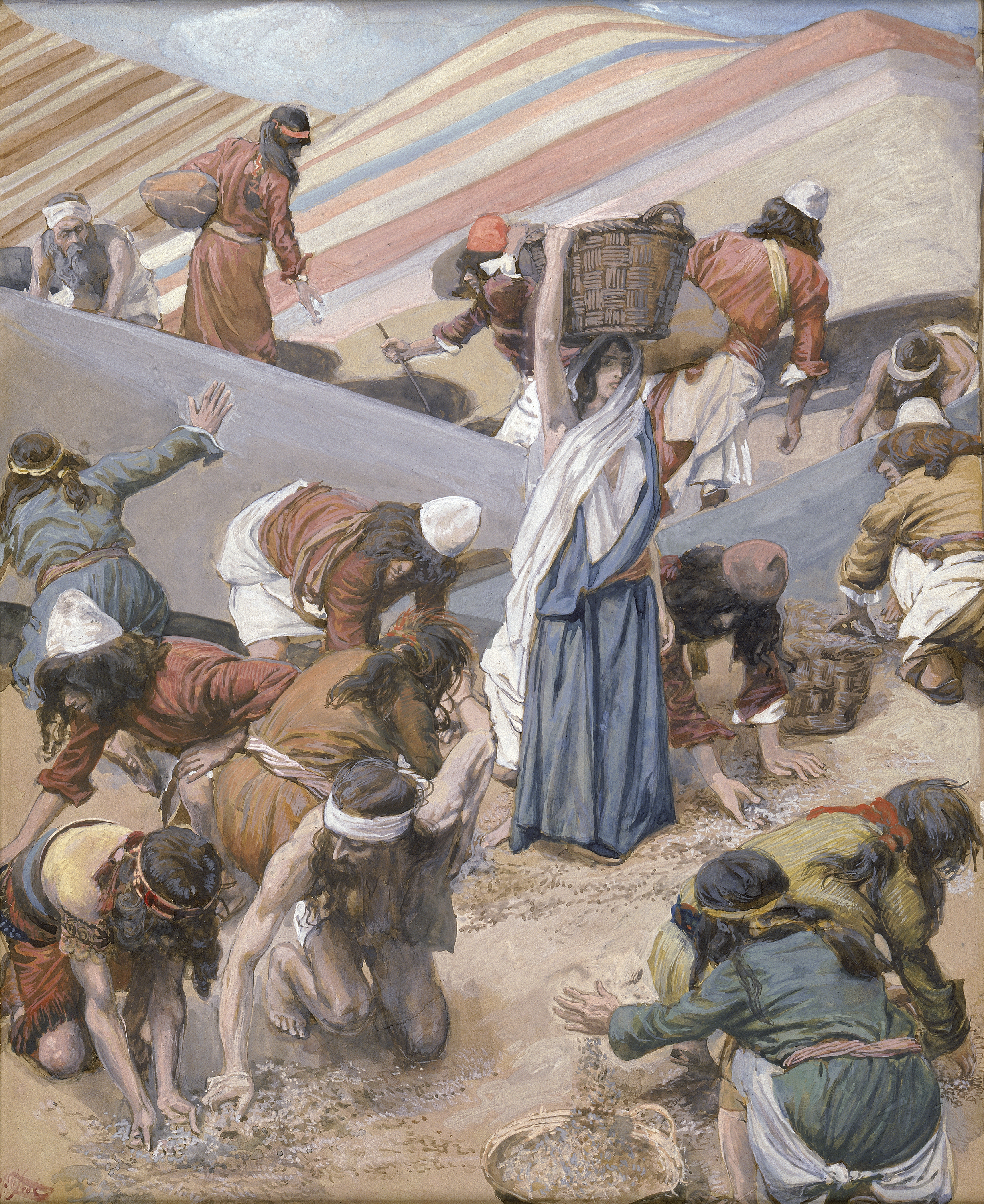
La Récolte de la manne (vers 1896-1902), Musée juif de New York.
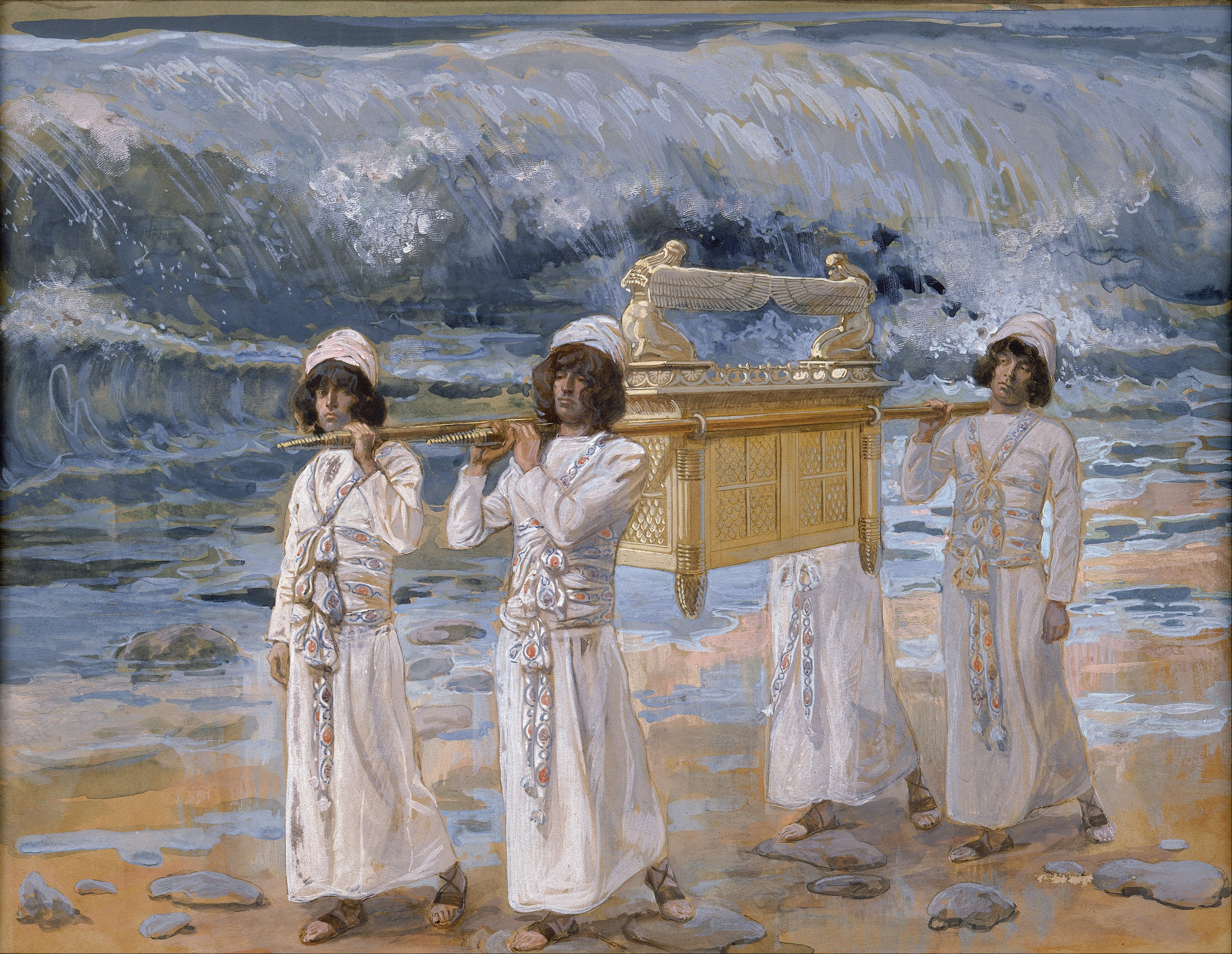
L'Arche d'alliance traversant le Jourdain (vers 1896-1902), Musée juif (New York).

### Dernières années

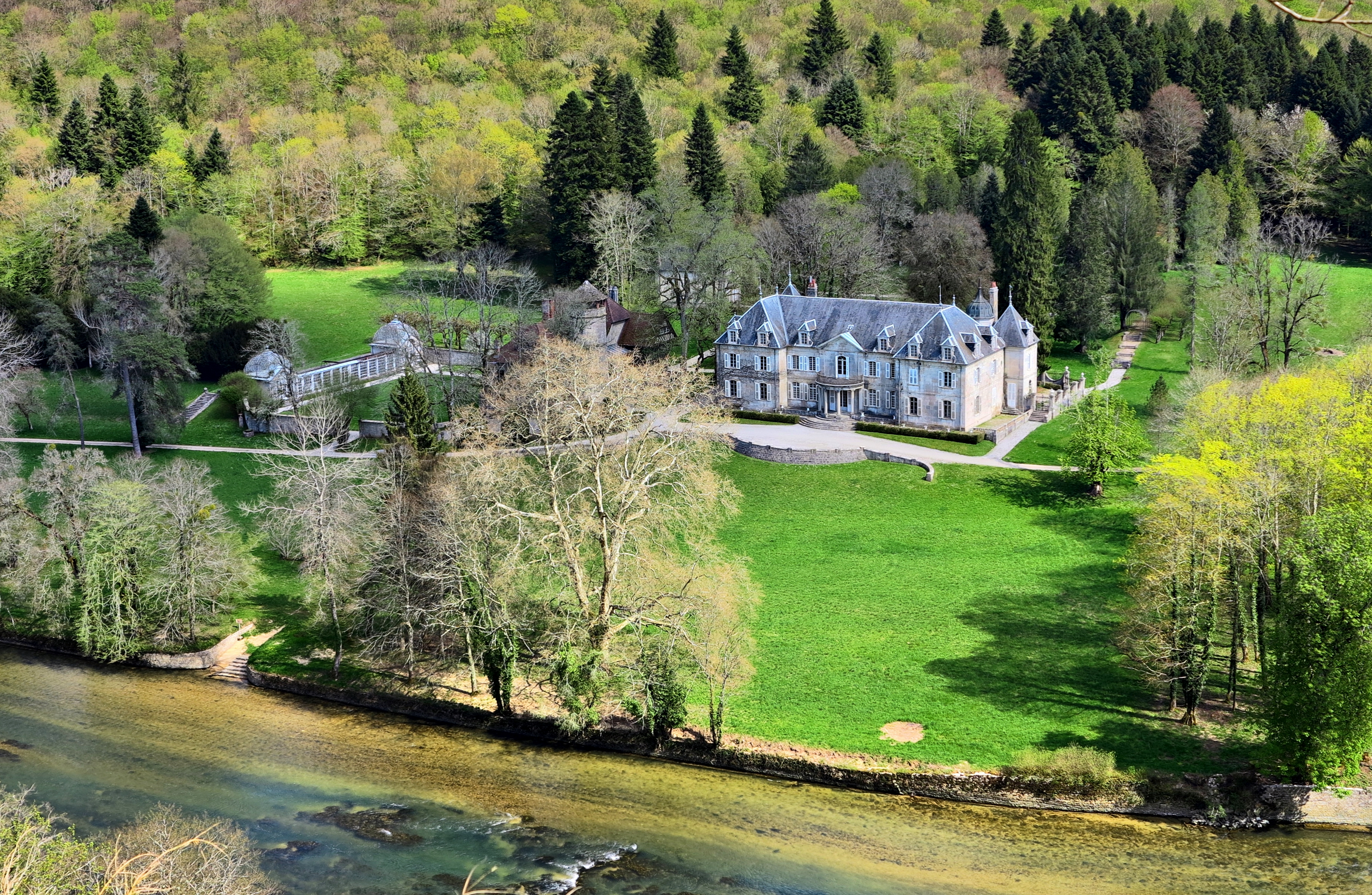
Château de Buillon

James Tissot finit sa vie dans le château de Buillon à Chenecey-Buillon dans le Doubs que son père avait acheté et dont il avait hérité ; il y meurt brutalement à 65 ans le 8 août 1902 et est inhumé dans la chapelle du château.

## Postérité
La notoriété de James Tissot est plus grande en Angleterre ou en Amérique du Nord qu'en France et l'on a pu dire qu'il était plus présent dans les histoires du costume que dans les histoires de la peinture. Il a su rendre les modes, types et décors de son temps, laissant à la postérité des œuvres très expressives des milieux mondains aussi bien que populaires.
On redécouvre en France l'art de la mise en scène qu'il démontre dans ses tableaux et une subjectivité décelable derrière les sujets mondains et les peintures de genre qui retient l'attention. Ainsi une exposition James Tissot a été organisée à Paris au Petit Palais du 5 avril au 30 juin 1985, et une autre au musée d'Arts de Nantes en 2006 intitulée James Tissot et ses maîtres.
On peut voir une preuve de l'intérêt nouveau pour James Tissot dans l'acquisition par le musée d'Orsay à Paris en avril 2011, pour 4 millions d'euros, de son célèbre tableau Le Cercle de la rue Royale, grand portrait de groupe réalisé en 1868 qui dépeint les figures de membres éminents du club aristocratique où l'on reconnaît le baron Rodolphe Hottinguer à qui échut le tableau, le prince de Polignac, le général marquis de Gallifet, qui rétablit l'ordre de manière sanglante lors de la Commune de Paris ou Charles Haas qui servit de modèle au Charles Swann de Marcel Proust.

## Expositions
- 1864 : Royal Academy de Londres.
- 1985 : Petit Palais, Paris, du 5 avril au 30 juin 1985.
- 2006 : musée d'Arts de Nantes, James Tissot et ses maîtres[32].
- 2020 : musée d'Orsay, Paris, « James Tissot, l'ambigu moderne », du 23 juin au 13 septembre 2020. Un documentaire de 52 minutes réalisé à cette occasion par Pascale Bouhénic, Tissot, l'étoffe d'un peintre, est disponible sur le site de la chaîne Arte[36].

## Œuvre

### Œuvres religieuses
- Sainte Bible, Ancien testament, New York, Musée juif.

- La Vie de Notre Seigneur Jésus-Christ (1886-1894), portfolio de 513 œuvres (aquarelles, dessins à l'encre, huiles sur panneaux), New York, Brooklyn Museum[37]. L'ouvrage, rarissime, est publié par Alfred Mame en deux tomes (1896-1897), les compositions, gravées sur bois par Georges Lemoine et par l'imprimerie Lemercier.

### Estampes
- Trafalgar tavern Greenwitch, 1878, eau-forte, 41,8 × 18,2 cm, Nemours, Château-Musée[38].

Estampes
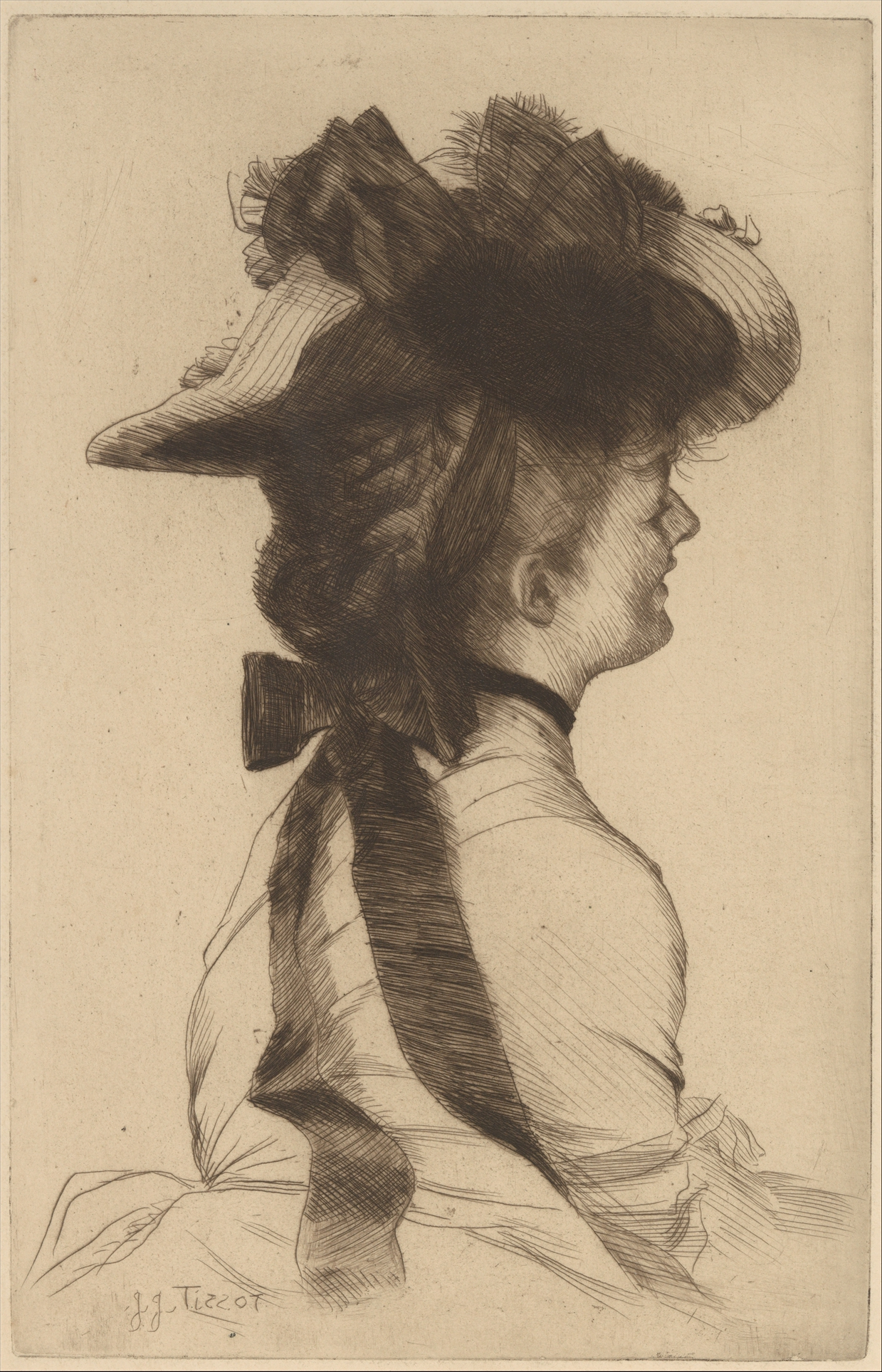
Le Chapeau à rubans, 1875.
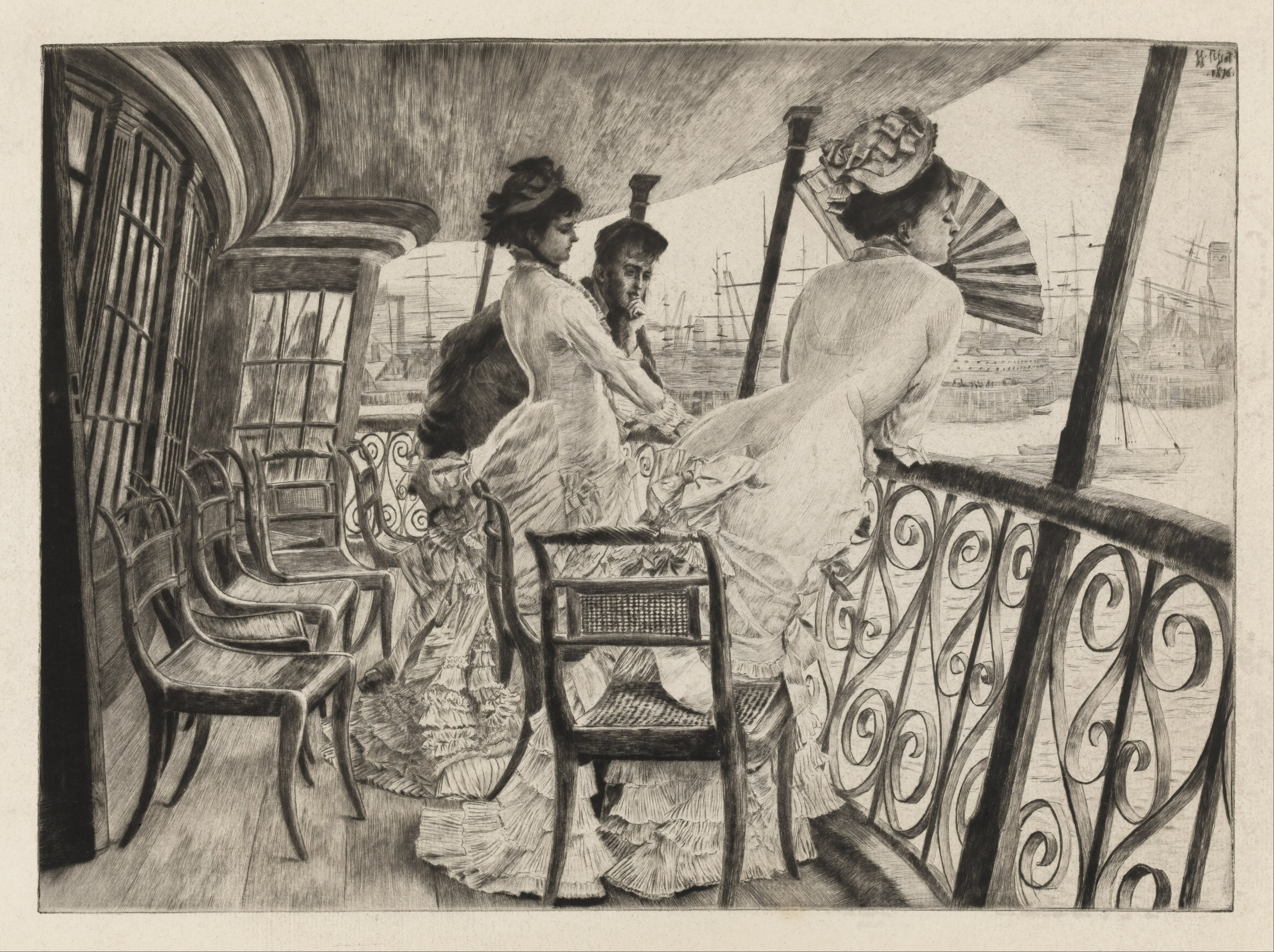
Le Pont du H.M.S. 'Calcutta' (Portsmouth) (Souvenir d'un bal à bord), 1876.
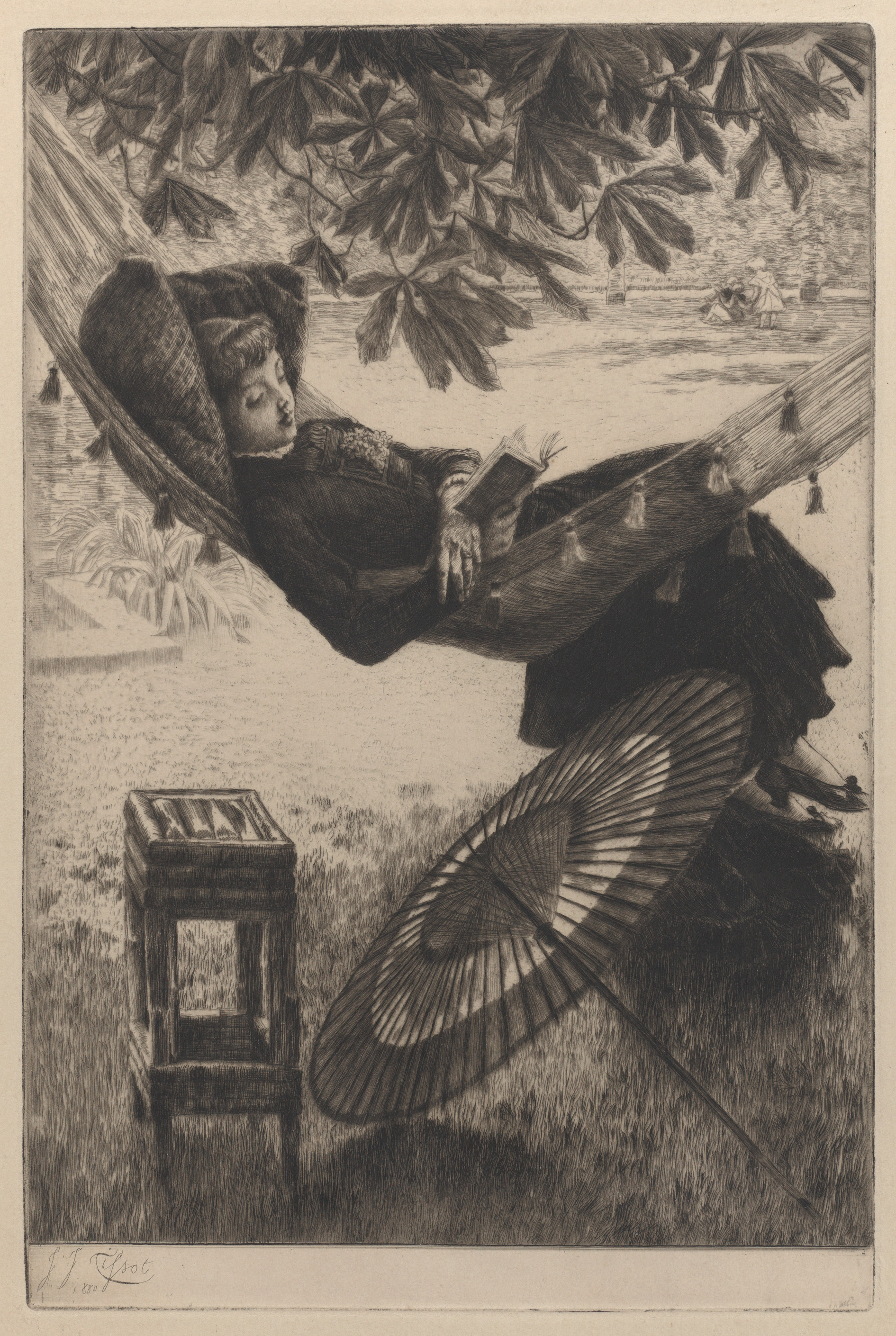
Le Hammac, 1880.
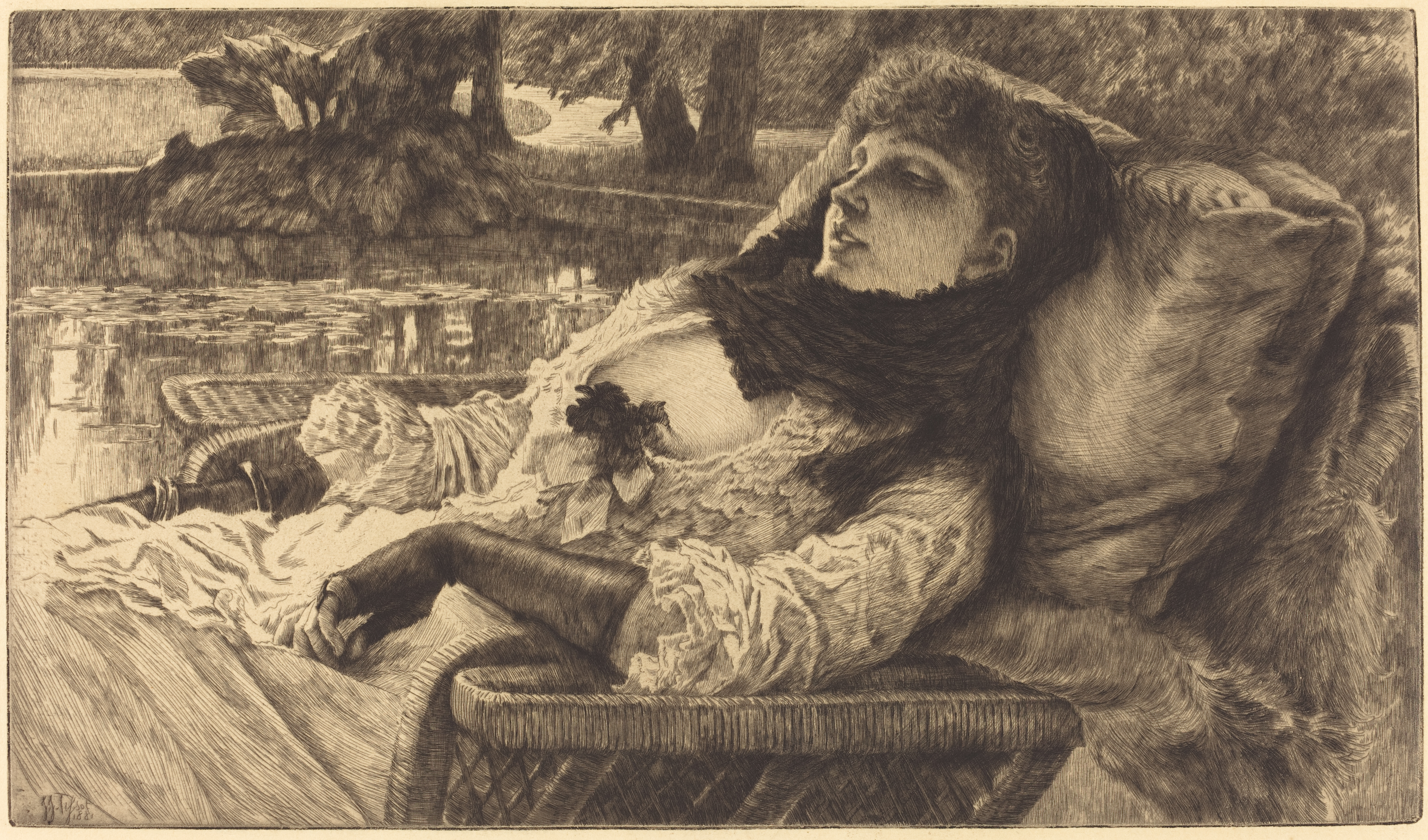
Soirée d'été, 1882.
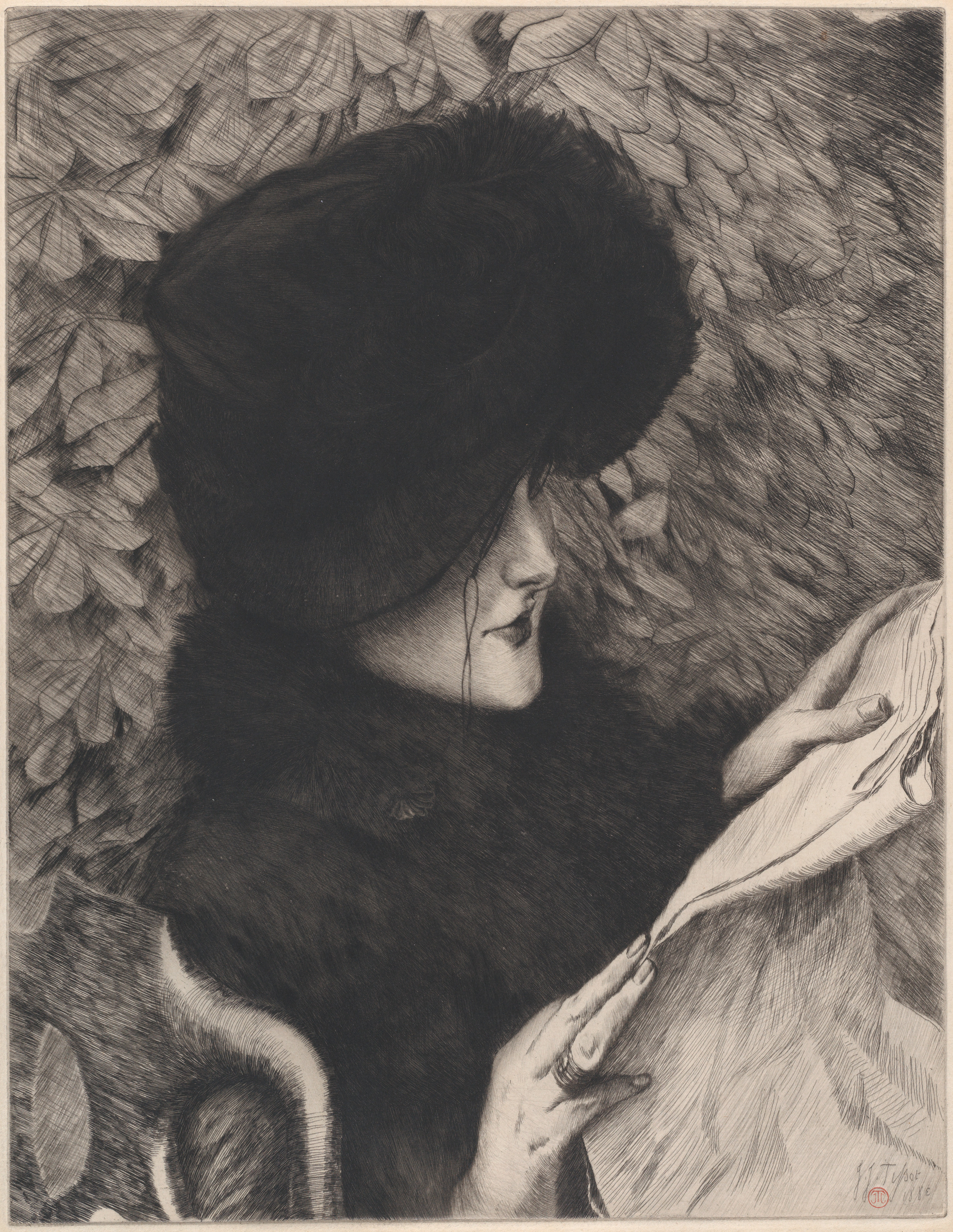
Le Journal, 1883.